# Comuni della Grecia
I comuni della Grecia costituiscono la suddivisione territoriale di terzo livello del Paese, dopo le periferie e le unità periferiche, e ammontano a 325 (cui si aggiunge Monte Athos, dotato di un proprio status).
Contemplati dall'articolo 102 della Costituzione ellenica, il programma Callicrate, operativo dal 2011, ne ha ridotto drasticamente il numero, mediante la soppressione di tutti i comuni non insulari sotto i mille abitanti. 
Come le periferie, sono retti da un Consiglio eletto a suffragio diretto con un meccanismo di premio di maggioranza.

## Istituto

### Previsioni costituzionali
L'istituto, unico ente locale che goda di copertura costituzionale, è disciplinato dall'articolo 102 della stessa Costituzione greca:
- le municipalità e le comunità esercitano l'amministrazione degli affari locali in modo indipendente;
- la guida di municipalità e comunità è eletta a suffragio universale e a scrutinio segreto;
- le municipalità possono volontariamente o per obbligo di legge lavorare insieme per fornire taluni servizi, ma i rappresentanti eletti dai gruppi partecipanti governano queste collaborazioni;
- il governo greco nazionale supervisiona gli enti di governo locali, ma non interferisce in nessuna iniziativa o azione locale;
- lo Stato deve provvedere i fondi necessari ad adempiere il mandato degli enti di governo locale.

### Organizzazione
I comuni sono governati da un'amministrazione comunale (simvoulio) formata da un numero compreso tra 7 e 11 membri e guidata da un presidente di comunità (proedros kinotitas).
Un'amministrazione municipale (dimotiko simvoulio) e un consiglio comunale guidato da un sindaco (dimarchos) governa le municipalità. A seconda delle dimensioni della municipalità, le amministrazioni comunali sono formate da un numero di membri compreso tra 11 e 41 rappresentanti che rappresentano le frazioni municipali (molti dei quali erano piccole comunità che sono state unite nella municipalità). In aggiunta, il consiglio elegge da 2 a 6 membri del comitato municipale.
I membri del consiglio vengono eletti ogni quattro anni tramite elezioni pubbliche basate su un sistema partitico. Tre quinti dei seggi totali spettano al partito di maggioranza e due quinti dei seggi spettano ai partiti restanti, su un sistema proporzionale. Il consiglio municipale elegge il consiglio comunale per una durata di due anni.

### Funzioni
Il Codice Municipale e Comunale (art. 24) stabilisce che le municipalità e i comuni sono responsabili dell'amministrazione della giurisdizione locale per quanto concerne l'interesse sociale, finanziario, culturale e spirituale dei suoi cittadini. Più nello specifico, comuni e municipalità hanno responsabilità per i seguenti temi:
- Sicurezza e polizia
- Lotta agli incendi
- Protezione civile
- Asili
- Restauro e manutenzione di tutti gli edifici scolastici
- Istruzione degli adulti
- Ospedali
- Servizi per le famiglie e i giovani
- Case di riposo
- Case popolari e pianificazione urbana
- Trattamenti delle acque e dei rifiuti
- Cimiteri
- Protezione ambientale
- Teatri, musei, biblioteche
- Parchi e strutture sportive e per il tempo libero
- Strade cittadine
- Distribuzione del gas
- Irrigazione
- Allevamento e pesca
- Commercio e turismo

### Storia
- Nel 1831, il primo capo di Stato della Grecia indipendente, Giovanni Capodistria effettuò una riorganizzazione amministrativa del Peloponneso in sette dipartimenti e delle isole in sei. Questi dipartimenti sono stati poi suddivisi in province e in città e villaggi. Gli oppositori a queste riforme assassinarono Capodistrias.
- La Costituzione del 1952 (articolo 99) identifica chiaramente il ruolo amministrativo delle autorità municipali e comunali.
- La Costituzione della Repubblica Ellenica entrò in vigore nel 1975 e nell'articolo 102 stabilisce che il primo livello di governo sono le municipalità e i comuni.
- La legge 1416 è stata approvata nel 1984 per sostenere l'autorità comunale per quanto riguarda il governo locale.
- Nel 1986, la Costituzione è stata modificata con l'aggiunta degli articoli 101 e 102 che stabiliscono i parametri e le relazioni del governo locale.
- Il decreto presidenziale 410 (Codice Municipale e Comunale) ha codificato la legislazione relativa alle municipalità e ai comuni nel 1995.

### Sistema elettorale
Il sistema elettorale, riformato nel 2002 e nel 2006, prevede l'assegnazione dei tre quinti dei seggi dei Consigli comunali alla lista che abbia conseguito il maggior numero di suffragi purché superiori al 42% dell'elettorato, ricorrendo in caso contrario a un ballottaggio fra le due liste più votate. Il capolista della lista vincitrice è eletto sindaco, mentre le liste di minoranza spartiscono proporzionalmente i due quinti dei seggi consiliari. Sindaco e consiglio durano 4 anni, mentre è biennale il mandato della Giunta comunale scelta dal consiglio. Nelle comunità rurali il sindaco invece svolge tutte le funzioni esecutive.

### Formazione
Un insediamento con una popolazione di almeno 1 500 abitanti può diventare un comune se soddisfa le seguenti condizioni:
- genera introiti
- copre tutte le spese amministrative e operative
- ha il supporto di tre quarti dei suoi residenti
- la formazione di una comunità non ostacola una municipalità o un'altra comunità

Municipalità o comunità vicine possono unirsi se le amministrazioni comunali e municipali hanno il supporto del 60% dei membri dell'amministrazione o se il 50% dei residenti lo richiedono.

## Lista
Lista dei comuni con relativa popolazione legale, secondo i dati del censimento del 2011.

### Attica

#### Atene Centrale
| Localizzazione | Nº                     | Comune                | Endonimo | Popolazione |
| -------------- | ---------------------- | --------------------- | -------- | ----------- |
|                | 1                      | Atene                 | Αθήνα    | 664 046     |
| 2              | Dafni-Ymittos          | Δάφνη-Υμηττός         | 33 628   |             |
| 3              | Filadelfia-Chalkidonia | Φιλαδέλφεια-Χαλκηδόνα | 35 556   |             |
| 4              | Galatsi                | Γαλάτσι               | 59 345   |             |
| 5              | Īlioupolī              | Ηλιούπολη             | 78 153   |             |
| 6              | Kaisarianī             | Καισαριανή            | 26 458   |             |
| 7              | Vironas                | Βύρωνας               | 61 308   |             |
| 8              | Zografo                | Ζωγράφου              | 71 026   |             |

#### Atene Meridionale
| Localizzazione | Nº                   | Comune               | Endonimo        | Popolazione |
| -------------- | -------------------- | -------------------- | --------------- | ----------- |
|                | 2                    | Agios Dīmītrios      | Άγιος Δημήτριος | 71 294      |
| 3              | Alimo                | Άλιμος               | 41 720          |             |
| 4              | Elliniko-Argyroupoli | Ελληνικό-Αργυρούπολη | 51 356          |             |
| 5              | Glifada              | Γλυφάδα              | 87 305          |             |
| 1              | Kallithea            | Καλλιθέα             | 100 641         |             |
| 6              | Moschato-Tavros      | Μοσχάτο-Ταύρος       | 40 413          |             |
| 7              | Nea Smyrnī           | Νέα Σμύρνη           | 73 076          |             |
| 8              | Palaio Faliro        | Παλαιό Φάληρο        | 64 021          |             |

#### Atene Occidentale
| Localizzazione | Nº                       | Comune                   | Endonimo     | Popolazione |
| -------------- | ------------------------ | ------------------------ | ------------ | ----------- |
|                | 2                        | Agia Varvara             | Άγια Βαρβάρα | 26 550      |
| 3              | Agioi Anargyroi-Kamatero | Άγιοι Ανάργυροι-Καματερό | 62 529       |             |
| 4              | Egaleo                   | Αιγάλεω                  | 69 946       |             |
| 5              | Chaidari                 | Χαϊδάρι                  | 46 897       |             |
| 6              | Ilion                    | Ίλιον Αττικής            | 84 793       |             |
| 1              | Peristeri                | Περιστέρι                | 139 981      |             |
| 7              | Petroupoli               | Πετρούπολη               | 58 979       |             |

#### Atene Settentrionale
| Localizzazione | Nº                | Comune           | Endonimo       | Popolazione |
| -------------- | ----------------- | ---------------- | -------------- | ----------- |
|                | 2                 | Agia Paraskevi   | Αγία Παρασκευή | 59 704      |
| 1              | Amarousio         | Μαρούσι          | 72 333         |             |
| 3              | Chalandri         | Χαλάνδρι         | 74 192         |             |
| 4              | Filothei-Psychiko | Φιλοθέη-Ψυχικό   | 26 968         |             |
| 5              | Īrakleio          | Ηράκλειο         | 49 642         |             |
| 6              | Kifisià           | Κηφισιά          | 71 259         |             |
| 7              | Lykovrysi-Pefki   | Λυκόβρυση-Πεύκη  | 31 153         |             |
| 8              | Metamorfosi       | Μεταμόρφωση      | 29 891         |             |
| 9              | Nea Ionia         | Νέα Ιωνία        | 67 134         |             |
| 10             | Papagou-Cholargos | Παπάγου-Χολαργός | 44 539         |             |
| 11             | Penteli           | Πεντέλη          | 34 934         |             |
| 12             | Vrilissia         | Βριλήσσια        | 30 741         |             |

#### Attica Occidentale

Comuni dell'Attica Occidentale

| Localizzazione | Nº              | Comune          | Endonimo    | Popolazione |
| -------------- | --------------- | --------------- | ----------- | ----------- |
|                | 2               | Aspropyrgos     | Ασπρόπυργος | 30 251      |
| 1              | Eleusi          | Ελευσίνα        | 29 902      |             |
| 5              | Fyli            | Φυλή            | 45 965      |             |
| 3              | Mandra-Eidyllia | Μάνδρα-Ειδύλλια | 17 885      |             |
| 4              | Megara          | Μέγαρα          | 36 924      |             |

#### Attica Orientale
| Localizzazione | Nº                     | Comune                 | Endonimo | Popolazione |
| -------------- | ---------------------- | ---------------------- | -------- | ----------- |
|                | 2                      | Acharnes               | Αχαρνές  | 106 943     |
| 4              | Dionysos               | Διόνυσος               | 40 193   |             |
| 5              | Kropia                 | Κρωπία                 | 30 307   |             |
| 6              | Lavreotiki             | Λαυρεωτική             | 25 102   |             |
| 7              | Maratona               | Μαραθώνας              | 33 423   |             |
| 8              | Markopoulo Mesogaias   | Μαρκόπουλο Μεσογαίας   | 20 040   |             |
| 13             | Oropos                 | Ωρωπός                 | 33 769   |             |
| 9              | Paiania                | Παιανία                | 26 668   |             |
| 1              | Pallene                | Παλλήνη                | 54 415   |             |
| 10             | Rafina-Pikermi         | Ραφήνα-Πικέρμι         | 20 266   |             |
| 11             | Saronikos              | Σαρωνικός              | 29 002   |             |
| 12             | Spata-Artemida         | Σπάτα-Αρτέμιδα         | 33 821   |             |
| 3              | Vari-Voula-Vouliagmeni | Βάρη-Βούλα-Βουλιαγμένη | 48 399   |             |

#### Isole
| Localizzazione | Nº        | Comune    | Endonimo | Popolazione |
| -------------- | --------- | --------- | -------- | ----------- |
|                | 1         | Egina     | Αίγινα   | 13 056      |
| 2              | Angistri  | Αγκίστρι  | 1 142    |             |
| 3              | Idra      | Ύδρα      | 1 966    |             |
| 4              | Cerigo    | Κύθηρα    | 4 041    |             |
| 5              | Poros     | Πόρος     | 3 993    |             |
| 6              | Salamina  | Σαλαμίνα  | 39 283   |             |
| 7              | Spetses   | Σπέτσες   | 4 027    |             |
| 8              | Troizinia | Τροιζηνία | 7 143    |             |

#### Il Pireo
| Localizzazione | Nº                          | Comune                      | Endonimo             | Popolazione |
| -------------- | --------------------------- | --------------------------- | -------------------- | ----------- |
|                | 2                           | Keratsini-Drapetsona        | Κερατσίνι-Δραπετσώνα | 91 045      |
| 3              | Korydallos                  | Κορυδαλλός                  | 63 445               |             |
| 4              | Nikaia-Agios Ioannis Rentis | Νίκαια-Άγιος Ιωάννης Ρέντης | 105 430              |             |
| 5              | Perama                      | Πέραμα                      | 25 389               |             |
| 1              | Il Pireo                    | О Πειραιάς                  | 163 688              |             |

### Creta

#### Candia
| Localizzazione | Nº            | Comune              | Endonimo           | Popolazione |
| -------------- | ------------- | ------------------- | ------------------ | ----------- |
|                | 2             | Archanes-Asterousia | Αρχάνες-Αστερούσια | 16 692      |
| 1              | Candia        | Ηράκλειο Κρήτης     | 173 993            |             |
| 8              | Chersonissos  | Χερσόνησος          | 26 717             |             |
| 7              | Festo         | Φαιστός             | 24 466             |             |
| 4              | Gortina       | Γόρτυνα             | 15 632             |             |
| 5              | Malevizi      | Μαλεβίζι            | 24 864             |             |
| 6              | Minoa Pediada | Μινώα Πεδιάδα       | 17 563             |             |
| 3              | Viannos       | Βιάννου             | 5 563              |             |

#### La Canea
| Localizzazione | Nº              | Comune          | Endonimo   | Popolazione |
| -------------- | --------------- | --------------- | ---------- | ----------- |
|                | 2               | Apokoronas      | Αποκόρωνας | 12 807      |
| 3              | Gozzo           | Γαύδος          | 152        |             |
| 4              | Kantanos-Selino | Κάντανος-Σέλινο | 5 431      |             |
| 5              | Kissamos        | Κίσσαμος        | 10 790     |             |
| 1              | La Canea        | Χανιά           | 108 642    |             |
| 6              | Platanias       | Πλατανιάς       | 16 874     |             |
| 7              | Sfakia          | Σφακιά          | 1 889      |             |

#### Lasithi
| Localizzazione | Nº                 | Comune            | Endonimo  | Popolazione |
| -------------- | ------------------ | ----------------- | --------- | ----------- |
|                | 2                  | Ierapetra         | Ιεράπετρα | 27 602      |
| 3              | Oropedio Lasithiou | Οροπέδιο Λασιθίου | 2 387     |             |
| 1              | San Nicolò         | Άγιος Νικόλαος    | 27 074    |             |
| 4              | Sitia              | Σητεία            | 18 318    |             |

#### Retimo
| Localizzazione | Nº          | Comune          | Endonimo        | Popolazione |
| -------------- | ----------- | --------------- | --------------- | ----------- |
|                | 2           | Agios Vasileios | Άγιος Βασίλειος | 7 427       |
| 3              | Amari       | Αμάρι           | 5 915           |             |
| 4              | Anogeia     | Ανώγεια         | 2 379           |             |
| 5              | Mylopotamos | Μυλοπόταμος     | 14 363          |             |
| 1              | Retimo      | Ρέθυμνο         | 55 525          |             |

### Egeo Meridionale

#### Ex prefettura delle Cicladi
| Localizzazione | Nº                      | Comune                    | Endonimo  | Unità periferica | Popolazione |
| -------------- | ----------------------- | ------------------------- | --------- | ---------------- | ----------- |
|                | 4                       | Andro                     | Άνδρος    | Andro            | 9 221       |
| 8              | Ceo                     | Κέα                       | Ceo-Citno | 2 455            |             |
| 10             | Citno                   | Κύθνος                    | Ceo-Citno | 1 456            |             |
| 9              | Argentiera (Kimolos)    | Κίμωλος                   | Milo      | 910              |             |
| 11             | Milo                    | Μήλος                     | Milo      | 4 977            |             |
| 15             | Serifo                  | Σέριφος                   | Milo      | 1 420            |             |
| 17             | Sifanto                 | Σίφνος                    | Milo      | 2 625            |             |
| 12             | Mykonos                 | Μύκονος                   | Mykonos   | 10 134           |             |
| 2              | Amorgo                  | Αμοργός                   | Nasso     | 1 973            |             |
| 13             | Nasso e Piccole Cicladi | Νάξος και Μικρές Κυκλάδες | Nasso     | 18 904           |             |
| 5              | Antiparo                | Αντίπαρος                 | Paro      | 1 211            |             |
| 14             | Paro                    | Πάρος                     | Paro      | 13 715           |             |
| 6              | Santorini (Thera)       | Σαντορίνη (Θήρα)          | Santorini | 15 550           |             |
| 19             | Policandro              | Φολέγανδρος               | Santorini | 765              |             |
| 3              | Anafi                   | Ανάφη                     | Santorini | 271              |             |
| 7              | Io                      | Ίος                       | Santorini | 2 024            |             |
| 16             | Sicandro                | Σίκινος                   | Santorini | 273              |             |
| 1              | Siro-Ermopoli           | Σύρος-Ερμούπολη           | Siro      | 21 507           |             |
| 18             | Tino                    | Τήνος                     | Tino      | 8 636            |             |

#### Ex prefettura del Dodecaneso

##### Calimno
| Localizzazione | Nº        | Comune     | Endonimo | Popolazione |
| -------------- | --------- | ---------- | -------- | ----------- |
|                | 1         | Calimno    | Κάλυμνος | 16 179      |
| 2              | Gaidaro   | Αγαθονήσι  | 185      |             |
| 5              | Lero      | Λέρος      | 7 917    |             |
| 4              | Lisso     | Λειψοί     | 790      |             |
| 6              | Patmo     | Πάτμος     | 3 047    |             |
| 3              | Stampalia | Αστυπάλαια | 1 334    |             |

##### Coo
| Localizzazione | Nº     | Comune  | Endonimo | Popolazione |
| -------------- | ------ | ------- | -------- | ----------- |
|                | 1      | Coo     | Κως      | 33 388      |
| 2              | Nisiro | Νίσυρος | 1 008    |             |

##### Rodi
| Localizzazione | Nº          | Comune  | Endonimo | Popolazione |
| -------------- | ----------- | ------- | -------- | ----------- |
|                | 2           | Calchi  | Χάλκη    | 478         |
| 3              | Castelrosso | Μεγίστη | 492      |             |
| 1              | Rodi        | Ρόδος   | 115 490  |             |
| 4              | Simi        | Σύμη    | 2 590    |             |
| 5              | Piscopi     | Τήλος   | 780      |             |

##### Scarpanto
| Localizzazione | Nº      | Comune  | Endonimo | Popolazione |
| -------------- | ------- | ------- | -------- | ----------- |
|                | 2       | Caso    | Κάσος    | 1 084       |
| 1              | Pigadia | Πηγάδια | 6 226    |             |

### Egeo Settentrionale

#### Chio
| Localizzazione | Nº        | Comune    | Endonimo | Popolazione |
| -------------- | --------- | --------- | -------- | ----------- |
|                | 1         | Chio      | Χίος     | 51 390      |
| 2              | Oinousses | Οινούσσες | 826      |             |
| 3              | Psara     | Ψαρά      | 458      |             |

#### Ex prefettura di Lesbo
| Localizzazione | Nº    | Comune     | Endonimo         | Unità periferica | Popolazione |
| -------------- | ----- | ---------- | ---------------- | ---------------- | ----------- |
|                | 2     | Agiostrati | Άγιος Ευστράτιος | Lemno            | 270         |
| 3              | Lemno | Λήμνος     | Lemno            | 16 992           |             |
| 1              | Lesbo | Λέσβος     | Lesbo            | 86 436           |             |

#### Ex prefettura di Samo
| Localizzazione | Nº     | Comune | Endonimo | Unità periferica | Popolazione |
| -------------- | ------ | ------ | -------- | ---------------- | ----------- |
|                | 3      | Furni  | Φούρνοι  | Icaria           | 1 459       |
| 2              | Icaria | Ικαρία | Icaria   | 8 423            |             |
| 1              | Samo   | Σάμος  | Samo     | 32 977           |             |

### Epiro

#### Arta
| Localizzazione | Nº                   | Comune               | Endonimo | Popolazione |
| -------------- | -------------------- | -------------------- | -------- | ----------- |
|                | 1                    | Arta                 | Άρτα     | 43 166      |
| 2              | Georgios Karaïskakis | Γεώργιος Καραϊσκάκης | 5 780    |             |
| 3              | Kentrika Tzoumerka   | Κεντρικά Τζουμέρκα   | 6 178    |             |
| 4              | Nikolaos Skoufas     | Νικόλαος Σκουφάς     | 12 753   |             |

#### Giannina
| Localizzazione | Nº               | Comune           | Endonimo | Popolazione |
| -------------- | ---------------- | ---------------- | -------- | ----------- |
|                | 3                | Dodoni           | Δωδώνη   | 9 693       |
| 1              | Giannina         | Ἰωάννινα         | 112 486  |             |
| 6              | Konitsa          | Κόνιτσα          | 6 362    |             |
| 7              | Metsovo          | Μέτσοβο          | 6 196    |             |
| 8              | Pogoni           | Πωγώνι           | 8 960    |             |
| 2              | Voreia Tzoumerka | Βόρεια Τζουμέρκα | 5 714    |             |
| 4              | Zagori           | Ζαγόρι           | 3 724    |             |
| 5              | Zitsa            | Ζίτσα            | 14 766   |             |

#### Prevesa
| Localizzazione | Nº      | Comune  | Endonimo | Popolazione |
| -------------- | ------- | ------- | -------- | ----------- |
|                | 3       | Parga   | Πάργα    | 11 866      |
| 1              | Prevesa | Πρέβεζα | 31 733   |             |
| 2              | Ziros   | Ζηρός   | 13 892   |             |

#### Tesprozia
| Localizzazione | Nº          | Comune      | Endonimo | Popolazione |
| -------------- | ----------- | ----------- | -------- | ----------- |
|                | 3           | Filiates    | Φιλιάτες | 7 710       |
| 1              | Igoumenitsa | Ηγουμενίτσα | 25 814   |             |
| 2              | Suli        | Σούλι       | 10 063   |             |

### Grecia Centrale

#### Beozia
| Localizzazione | Nº                        | Comune                   | Endonimo | Popolazione |
| -------------- | ------------------------- | ------------------------ | -------- | ----------- |
|                | 2                         | Aliartos                 | Αλίαρτος | 10 887      |
| 3              | Distomo-Arachova-Antikyra | Δίστομο-Αράχοβα-Αντίκυρα | 8 188    |             |
| 1              | Livadeia                  | Λιβαδειά                 | 31 315   |             |
| 5              | Orcomeno                  | Ορχομενός                | 11 621   |             |
| 6              | Tanagra                   | Τανάγρα                  | 19 432   |             |
| 4              | Tebe                      | Θήβα                     | 36 477   |             |

#### Eubea
| Localizzazione | Nº                       | Comune                   | Endonimo | Popolazione |
| -------------- | ------------------------ | ------------------------ | -------- | ----------- |
|                | 1                        | Calcide                  | Χαλκίδα  | 102 223     |
| 2              | Dirfys-Messapia          | Δίρφυς-Μεσσάπια          | 18 800   |             |
| 3              | Eretria                  | Ερέτρια                  | 13 053   |             |
| 4              | Istiaia-Aidipsos         | Ιστιαία-Αιδηψός          | 21 083   |             |
| 5              | Karystos                 | Κάρυστος                 | 12 180   |             |
| 6              | Kymi-Aliveri             | Κύμη-Αλιβέρι             | 28 437   |             |
| 7              | Mantoudi-Limni-Agia Anna | Μαντούδι-Λίμνη-Αγία Άννα | 12 045   |             |
| 8              | Sciro                    | Σκύρος                   | 2 994    |             |

#### Euritania
| Localizzazione | Nº        | Comune    | Endonimo | Popolazione |
| -------------- | --------- | --------- | -------- | ----------- |
|                | 2         | Agrafa    | Άγραφα   | 6 976       |
| 1              | Karpenisi | Καρπενήσι | 13 105   |             |

#### Focide
| Localizzazione | Nº     | Comune | Endonimo | Popolazione |
| -------------- | ------ | ------ | -------- | ----------- |
|                | 1      | Delfi  | Δελφοί   | 26 716      |
| 2              | Dorida | Δωρίδα | 13 627   |             |

#### Ftiotide
| Localizzazione | Nº                       | Comune                   | Endonimo            | Popolazione |
| -------------- | ------------------------ | ------------------------ | ------------------- | ----------- |
|                | 2                        | Amflikeia-Elateia        | Αμφίκλειας-Ελάτειας | 10 922      |
| 3              | Domokos                  | Δομοκός                  | 11 495              |             |
| 1              | Lamia                    | Λαμία                    | 75 315              |             |
| 4              | Lokroi                   | Λοκροί                   | 19 623              |             |
| 5              | Makrakomi                | Μακρακώμη                | 16 036              |             |
| 6              | Molos-Agios Konstantinos | Μώλος-Άγιος Κωνσταντίνος | 12 090              |             |
| 7              | Stylida                  | Στυλίδα                  | 12 750              |             |

### Grecia Occidentale

#### Acaia
| Localizzazione | Nº            | Comune       | Endonimo  | Popolazione |
| -------------- | ------------- | ------------ | --------- | ----------- |
|                | 2             | Aigialeia    | Αιγιάλεια | 49 872      |
| 3              | Dytiki Achaia | Δυτική Αχαΐα | 25 916    |             |
| 4              | Erymanthos    | Ερύμανθος    | 8 877     |             |
| 5              | Kalavryta     | Καλάβρυτα    | 11 045    |             |
| 1              | Patrasso      | Πάτρα        | 213 984   |             |

#### Elide
| Localizzazione | Nº                   | Comune               | Endonimo          | Popolazione |
| -------------- | -------------------- | -------------------- | ----------------- | ----------- |
|                | 6                    | Andravida-Kyllini    | Ανδραβίδα-Κυλλήνη | 21 581      |
| 3              | Andritsaina-Krestena | Ανδρίτσαινα-Κρέστενα | 14 109            |             |
| 4              | Archea Olympia       | Αρχαία Ολυμπία       | 13 409            |             |
| 2              | Ilida                | Ήλιδα                | 32 219            |             |
| 7              | Pineios              | Πηνειός              | 21 034            |             |
| 1              | Pyrgos               | Πύργος               | 47 995            |             |
| 5              | Zacharo              | Ζαχάρω               | 8 953             |             |

#### Etolia-Acarnania
| Localizzazione | Nº                                     | Comune                             | Endonimo | Popolazione |
| -------------- | -------------------------------------- | ---------------------------------- | -------- | ----------- |
|                | 2                                      | Agrinio                            | Αγρίνιο  | 94 181      |
| 3              | Aktio-Vonitsa                          | Άκτιο-Βόνιτσα                      | 17 370   |             |
| 4              | Amfilochia                             | Αμφιλοχία                          | 17 056   |             |
| 1              | Missolungi (Città Sacra di Missolungi) | Μεσολόγγι (Ιερά Πόλις Μεσολογγίου) | 34 416   |             |
| 6              | Nafpaktia                              | Ναυπακτία                          | 27 800   |             |
| 5              | Thermo                                 | Θέρμο                              | 8 242    |             |
| 7              | Xiromero                               | Ξηρόμερο                           | 11 737   |             |

### Isole Ionie

#### Corfù
| Localizzazione | Nº    | Comune | Endonimo | Popolazione |
| -------------- | ----- | ------ | -------- | ----------- |
|                | 1     | Corfù  | Κέρκυρα  | 102 071     |
| 2              | Passo | Παξοί  | 2 300    |             |

#### Leucade
| Localizzazione | Nº       | Comune   | Endonimo | Popolazione |
| -------------- | -------- | -------- | -------- | ----------- |
|                | 1        | Leucade  | Λευκάδα  | 22 652      |
| 2              | Meganisi | Μεγανήσι | 1 041    |             |

#### Zante
| Localizzazione | Nº | Comune | Endonimo | Popolazione |
| -------------- | -- | ------ | -------- | ----------- |
|                | 1  | Zante  | Ζάκυνθος | 40 759      |

#### Ex[prefettura di Cefalonia
| Localizzazione | Nº    | Comune    | Endonimo   | Unità periferica | Popolazione |
| -------------- | ----- | --------- | ---------- | ---------------- | ----------- |
|                | 1     | Cefalonia | Κεφαλλονιά | Cefalonia        | 35 801      |
| 2              | Itaca | Ιθάκη     | Itaca      | 3 231            |             |

### Macedonia Centrale

#### Calcidica
| Localizzazione | Nº             | Comune         | Endonimo    | Popolazione |
| -------------- | -------------- | -------------- | ----------- | ----------- |
|                | 2              | Aristotelis    | Αριστοτέλης | 18 294      |
| 4              | Kassandra      | Κασσάνδρα      | 16 672      |             |
| 3              | Nea Propontida | Νέα Προποντίδα | 36 500      |             |
| 1              | Polygyros      | Πολύγυρος      | 22 048      |             |
| 5              | Sitonia        | Σιθωνία        | 12 394      |             |

#### Emazia
| Localizzazione | Nº      | Comune      | Endonimo    | Popolazione |
| -------------- | ------- | ----------- | ----------- | ----------- |
|                | 2       | Alexandreia | Αλεξάνδρεια | 41 570      |
| 3              | Naoussa | Νάουσα      | 32 494      |             |
| 1              | Veria   | Βέροια      | 66 547      |             |

#### Kilkis
| Localizzazione | Nº      | Comune  | Endonimo | Popolazione |
| -------------- | ------- | ------- | -------- | ----------- |
|                | 1       | Kilkis  | Κιλκίς   | 51 926      |
| 2              | Paionia | Παιονία | 28 493   |             |

#### Pella
| Localizzazione | Nº     | Comune  | Endonimo | Popolazione |
| -------------- | ------ | ------- | -------- | ----------- |
|                | 2      | Almopia | Αλμωπία  | 27 556      |
| 1              | Edessa | Έδεσσα  | 28 814   |             |
| 3              | Pella  | Πέλλα   | 63 122   |             |
| 4              | Skydra | Σκύδρα  | 20 188   |             |

#### Pieria
| Localizzazione | Nº              | Comune          | Endonimo    | Popolazione |
| -------------- | --------------- | --------------- | ----------- | ----------- |
|                | 2               | Dion-Olympos    | Δίο-Όλυμπος | 25 668      |
| 1              | Katerini        | Κατερίνη        | 85 851      |             |
| 3              | Pydna-Kolindros | Πύδνα-Κολινδρός | 15 179      |             |

#### Salonicco
| Localizzazione | Nº                | Comune               | Endonimo             | Popolazione |
| -------------- | ----------------- | -------------------- | -------------------- | ----------- |
|                | 2                 | Ampelokipoi-Menemeni | Αμπελόκηποι-Μενεμένη | 52 127      |
| 13             | Chalkīdona        | Χαλκηδόνα            | 33 673               |             |
| 4              | Delta             | Δέλτα                | 45 839               |             |
| 7              | Kalamaria         | Καλαμαριά            | 91 518               |             |
| 8              | Kordelio-Evosmo   | Κορδελιό-Εύοσμος     | 101 753              |             |
| 9              | Langadas          | Λαγκαδάς             | 41 103               |             |
| 10             | Neapoli-Sykies    | Νεάπολη-Συκιές       | 84 741               |             |
| 14             | Oraiokastro       | Ωραιόκαστρο          | 38 317               |             |
| 11             | Pavlos Melas      | Παύλος Μελάς         | 99 245               |             |
| 12             | Pylaia-Chortiatis | Πυλαία-Χορτιάτης     | 70 110               |             |
| 5              | Thermaikos        | Θερμαϊκός            | 50 264               |             |
| 6              | Thermi            | Θέρμη                | 53 201               |             |
| 1              | Salonicco         | Θεσσαλονίκη          | 325 182              |             |
| 3              | Volvi             | Βόλβη                | 23 478               |             |

#### Serres
| Localizzazione | Nº               | Comune           | Endonimo | Popolazione |
| -------------- | ---------------- | ---------------- | -------- | ----------- |
|                | 2                | Anfipoli         | Αμφίπολη | 9 182       |
| 4              | Emmanouil Pappas | Εμμανουήλ Παππάς | 14 664   |             |
| 5              | Irakleia         | Ηράκλεια         | 21 145   |             |
| 6              | Nea Zichni       | Νέα Ζίχνη        | 12 397   |             |
| 1              | Serres           | Σέρρες           | 76 817   |             |
| 7              | Sintiki          | Σιντική          | 22 195   |             |
| 3              | Visaltia         | Βισαλτία         | 20 030   |             |

### Macedonia Occidentale

#### Florina
| Localizzazione | Nº      | Comune   | Endonimo | Popolazione |
| -------------- | ------- | -------- | -------- | ----------- |
|                | 2       | Amyntaio | Αμύνταιο | 16 973      |
| 1              | Florina | Φλώρινα  | 32 881   |             |
| 3              | Prespes | Πρέσπες  | 1 560    |             |

#### Grevena
| Localizzazione | Nº      | Comune  | Endonimo | Popolazione |
| -------------- | ------- | ------- | -------- | ----------- |
|                | 2       | Deskati | Δεσκάτη  | 5 852       |
| 1              | Grevena | Γρεβενά | 25 905   |             |

#### Kastoria
| Localizzazione | Nº       | Comune   | Endonimo | Popolazione |
| -------------- | -------- | -------- | -------- | ----------- |
|                | 1        | Kastoria | Καστοριά | 35 874      |
| 2              | Nestorio | Νεστόριο | 2 646    |             |
| 3              | Orestida | Ορεστίδα | 11 802   |             |

#### Kozani
| Localizzazione | Nº               | Comune          | Endonimo | Popolazione |
| -------------- | ---------------- | --------------- | -------- | ----------- |
|                | 4                | Eordea          | Εορδαία  | 45 592      |
| 1              | Kozani           | Κοζάνη          | 71 388   |             |
| 2              | Velventos-Servia | Βελβεντό-Σέρβια | 14 830   |             |
| 3              | Voio             | Βοΐο            | 18 386   |             |

### Macedonia Orientale e Tracia

#### Drama
| Localizzazione | Nº             | Comune         | Endonimo | Popolazione |
| -------------- | -------------- | -------------- | -------- | ----------- |
|                | 2              | Doxato         | Δοξάτο   | 14 516      |
| 1              | Drama          | Δράμα          | 58 944   |             |
| 3              | Kato Nevrokopi | Κάτω Νευροκόπι | 7 860    |             |
| 4              | Paranesti      | Παρανέστι      | 3 901    |             |
| 5              | Prosotsani     | Προσοτσάνη     | 13 066   |             |

#### Evros
| Localizzazione | Nº           | Comune         | Endonimo       | Popolazione |
| -------------- | ------------ | -------------- | -------------- | ----------- |
|                | 1            | Alessandropoli | Αλεξανδρούπολη | 72 959      |
| 2              | Didymoteicho | Διδυμότειχο    | 19 493         |             |
| 3              | Orestiada    | Ορεστιάδα      | 37 695         |             |
| 4              | Samotracia   | Σαμοθράκη      | 2 859          |             |
| 5              | Soufli       | Σουφλί         | 14 941         |             |

#### Kavala
| Localizzazione | Nº      | Comune  | Endonimo | Popolazione |
| -------------- | ------- | ------- | -------- | ----------- |
|                | 1       | Kavala  | Καβάλα   | 70 501      |
| 2              | Nestos  | Νέστος  | 22 331   |             |
| 3              | Pangaio | Παγγαίο | 32 085   |             |

#### Rodopi
| Localizzazione | Nº            | Comune         | Endonimo | Popolazione |
| -------------- | ------------- | -------------- | -------- | ----------- |
|                | 2             | Arriana        | Αρριανά  | 16 577      |
| 3              | Iasmos        | Ίασμος         | 13 810   |             |
| 1              | Komotini      | Κομοτηνή       | 66 919   |             |
| 4              | Maronia-Sapes | Μαρώνεια-Σάπες | 14 733   |             |

#### Taso
| Localizzazione | Comune | Endonimo | Popolazione |
| -------------- | ------ | -------- | ----------- |
|                | Taso   | Θάσος    | 13 770      |

#### Xanthi
| Localizzazione | Nº       | Comune   | Endonimo | Popolazione |
| -------------- | -------- | -------- | -------- | ----------- |
|                | 2        | Abdera   | Άβδηρα   | 19 005      |
| 3              | Myki     | Μύκη     | 15 540   |             |
| 4              | Topeiros | Τόπειρος | 11 544   |             |
| 1              | Xanthi   | Ξάνθη    | 65 133   |             |

### Peloponneso

#### Arcadia
| Localizzazione | Nº              | Comune          | Endonimo | Popolazione |
| -------------- | --------------- | --------------- | -------- | ----------- |
|                | 3               | Gortyna         | Γορτυνία | 10 109      |
| 5              | Megalopoli      | Μεγαλόπολη      | 10 687   |             |
| 4              | Notia Kynouria  | Νότια Κυνουρία  | 8 294    |             |
| 1              | Tripoli         | Τρίπολη         | 47 254   |             |
| 2              | Voreia Kynouria | Βόρεια Κυνουρία | 10 341   |             |

#### Argolide
| Localizzazione | Nº        | Comune      | Endonimo      | Popolazione |
| -------------- | --------- | ----------- | ------------- | ----------- |
|                | 2         | Argo-Micene | Άργος-Μυκήνες | 42 022      |
| 3              | Epidauro  | Επίδαυρος   | 8 115         |             |
| 4              | Ermionida | Ερμιονίδα   | 13 551        |             |
| 1              | Nauplia   | Ναύπλιο     | 33 356        |             |

#### Corinzia
| Localizzazione | Nº                       | Comune                  | Endonimo | Popolazione |
| -------------- | ------------------------ | ----------------------- | -------- | ----------- |
|                | 1                        | Corinto                 | Κόρινθος | 58 192      |
| 3              | Loutraki-Agioi Theodoroi | Λουτράκι-Άγιοι Θεοδώροι | 21 221   |             |
| 4              | Nemea                    | Νεμέα                   | 6 483    |             |
| 6              | Sykiona                  | Σικυώνα                 | 22 794   |             |
| 2              | Velo-Vocha               | Βέλο-Βόχα               | 19 027   |             |
| 5              | Xylokastro-Evrostini     | Ξυλόκαστρο-Ευρωστίνη    | 17 365   |             |

#### Laconia
| Localizzazione | Nº       | Comune         | Endonimo       | Popolazione |
| -------------- | -------- | -------------- | -------------- | ----------- |
|                | 2        | Anatoliki Mani | Ανατολική Μάνη | 13 005      |
| 3              | Cervi    | Ελαφόνησος     | 1 041          |             |
| 4              | Evrotas  | Ευρώτας        | 17 891         |             |
| 5              | Malvasia | Μονεμβασία     | 21 942         |             |
| 1              | Sparta   | Σπάρτη         | 35 259         |             |

#### Messenia
| Localizzazione | Nº             | Comune         | Endonimo | Popolazione |
| -------------- | -------------- | -------------- | -------- | ----------- |
|                | 1              | Calamata       | Καλαμάτα | 69 849      |
| 2              | Dytiki Mani    | Δυτική Μάνη    | 6 945    |             |
| 4              | Ichalia        | Οιχαλία        | 11 228   |             |
| 3              | Messene        | Μεσσήνη        | 23 482   |             |
| 5              | Pylos-Nestoras | Πύλος-Νέστορας | 21 077   |             |
| 6              | Trifyllia      | Τριφυλλία      | 27 373   |             |

### Tessaglia

#### Karditsa
| Localizzazione | Nº             | Comune         | Endonimo | Popolazione |
| -------------- | -------------- | -------------- | -------- | ----------- |
|                | 2              | Argithea       | Αργιθέα  | 3 450       |
| 1              | Karditsa       | Καρδίτσα       | 56 747   |             |
| 3              | Limni Plastira | Λίμνη Πλαστήρα | 4 635    |             |
| 4              | Mouzaki        | Μουζάκι        | 13 122   |             |
| 5              | Palamas        | Παλαμάς        | 16 726   |             |
| 6              | Sofades        | Σοφάδες        | 18 864   |             |

#### Larissa
| Localizzazione | Nº       | Comune   | Endonimo | Popolazione |
| -------------- | -------- | -------- | -------- | ----------- |
|                | 2        | Agia     | Αγιά     | 11 470      |
| 3              | Elassona | Ελασσόνα | 32 121   |             |
| 7              | Farsala  | Φάρσαλα  | 18 545   |             |
| 4              | Kileler  | Κιλελέρ  | 20 854   |             |
| 1              | Larissa  | Λάρισα   | 162 591  |             |
| 5              | Tempes   | Τέμπη    | 13 712   |             |
| 6              | Tyrnavos | Τύρναβος | 25 032   |             |

#### Magnesia
| Localizzazione | Nº               | Comune         | Endonimo | Popolazione |
| -------------- | ---------------- | -------------- | -------- | ----------- |
|                | 2                | Almyros        | Αλμυρός  | 18 614      |
| 4              | Notio Pilio      | Νότιο Πήλιο    | 10 216   |             |
| 5              | Rigas Feraios    | Ρήγας Φεραίος  | 10 922   |             |
| 1              | Volo             | Βόλος          | 144 449  |             |
| 3              | Zagora-Mouressio | Ζαγορά-Μουρέσι | 5 809    |             |

#### Sporadi
| Localizzazione | Nº      | Comune   | Endonimo  | Popolazione |
| -------------- | ------- | -------- | --------- | ----------- |
|                | 2       | Alonnèso | Αλόννησος | 2 750       |
| 1              | Sciato  | Σκιάθος  | 6 088     |             |
| 3              | Scopelo | Σκόπελος | 4 960     |             |

#### Trikala
| Localizzazione | Nº        | Comune    | Endonimo  | Popolazione |
| -------------- | --------- | --------- | --------- | ----------- |
|                | 4         | Farkadona | Φαρκαδόνα | 13 396      |
| 2              | Kalambaka | Καλαμπάκα | 21 991    |             |
| 3              | Pyli      | Πύλη      | 14 343    |             |
| 1              | Trikala   | Τρίκαλα   | 81 355    |             |

## Comuni dal 1997 al 2010

### Attica

#### Prefettura di Atene
- Agia Paraskevi (Αγία Παρασκευή)
- Agia Varvara (Αγία Βαρβάρα)
- Agioi Anargyroi (Άγιοι Ανάργυροι)
- Agios Dīmītrios (Άγιος Δημήτριος)
- Alimo (Άλιμος)
- Amarousio (Αμαρούσιο)
- Argiroupoli (Αργυρούπολη)
- Atene (Αθήνα)
- Chaidari (Χαϊδάρι)
- Chalandri (Χαλάνδρι)
- Cholargos (Χολαργός)
- Dafni (Δάφνη)
- Egaleo (Αιγάλεω)
- Ekali
- Elliniko (Ελληνικό)
- Filothei
- Galatsi (Γαλάτσι)
- Glifada (Γλυφάδα)
- Ilion (Ίλιον)
- Īlioupolī (Ηλιούπολη)
- Īrakleio (Ηράκλειο)
- Kallithea (Καλλιθέα)
- Kamaterò (Καματερό)
- Kaisarianī (Καισαριανή)
- Kifisià (Κηφισιά)
- Likovrissi
- Melissia (Μελίσσια)
- Metamorfosi (Μεταμόρφωση)
- Moschato (Μοσχάτο)
- Nea Chalchidona (Νέα Χαλκηδόνα)
- Nea Eritrea (Νέα Ερυθραία)
- Nea Filadelfia (Νέα Φιλαδέλφεια)
- Nea Ionia (Νέα Ιωνία)
- Nea Penteli (Νέα Πεντέλη)
- Nea Smyrnī (Νέα Σμύρνη)
- Neo Psichikò (Νέο Ψυχικό)
- Palaio Faliro (Παλαιό Φάληρο)
- Papagos (Παπάγου)
- Pefki (Πεύκη)
- Penteli (Πεντέλη)
- Peristeri (Περιστέρι)
- Petroupoli (Πετρούπολη)
- Psichiko (Ψυχικό)
- Tavros (Ταύρος)
- Vironas (Βύρωνας)
- Vrilissia (Βριλήσσια)
- Ymetto (Υμηττός)
- Zografo (Ζωγράφου)

#### Attica Occidentale
- Ano Liosia (Άνω Λιόσια)
- Aspropyrgos (Ασπρόπυργος)
- Eleusi (Ελευσίνα)
- Erythres
- Fyli
- Magoula
- Mandra
- Megara (Μέγαρα)
- Nea Peramos (Νέα Πέραμος)
- Oinoi (Οινόη)
- Vilia
- Zefyri

#### Attica Orientale
- Acharnes (Αχαρνές)
- Afidnes (Αφίδνες)
- Agios Konstantinos (Ἀγιος Κωνσταντίνος)
- Agios Stefanos (Άγιος Στέφανος)
- Anavyssos (Ανάβυσσος)
- Anixi (Άνοιξη)
- Anthousa (Ανθούσα)
- Artemis (Αρτέμιδα)
- Avlona (Αυλώνα)
- Dionysos
- Drosia
- Gerakas (Γέρακας)
- Glyka Nera
- Grammatiko
- Kalamos
- Kalyvia Thorikou
- Kapandriti
- Keratea
- Kouvaras
- Kropia (Κρωπία)
- Kryoneri
- Lavreotiki (Λαυρεωτική)
- Malakasa
- Maratona
- Markopoulo Mesogaias
- Markopoulo Oropou
- Nea Makri (Νέα Μάκρη)
- Nea Palatia
- Oropos
- Paiania (Παιανία)
- Palaia Fokaia (Παλαιά Φωκαία)
- Pallene (Παλλήνη)
- Pikermi (Πικέρμι)
- Polydendri (Πολυδένδρι)
- Rafina (Ραφήνα)
- Rodopoli (Ροδόπολη)
- Saronida
- Skala Oropou
- Spata (Σπάτα)
- Stamata
- Sykamino
- Thrakomakedones (Θρακομακεδόνες)
- Vari
- Varnava
- Voula
- Vouliagmeni

#### Prefettura del Pireo

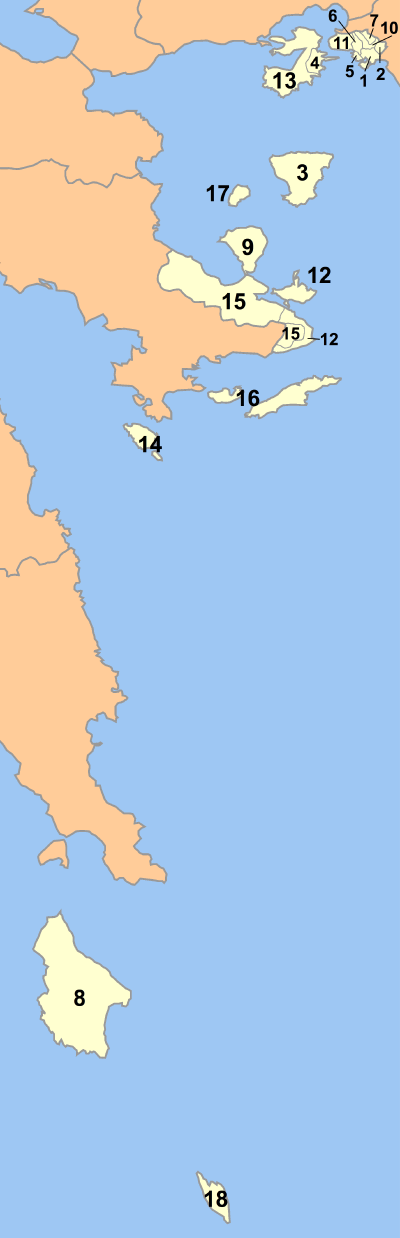
Comuni della prefettura del Pireo

- Agios Ioannis Rentis (Άγιος Ιωάννης Ρέντης)
- Angistri (Αγγίστρι)
- Ampelakia (Αμπελάκια)
- Cerigo (Κύθηρα)
- Cerigotto (Αντικύθηρα)
- Drapetsona (Δραπετσώνα)
- Egina (Αίγινα)
- Idra (Ύδρα)
- Il Pireo (Πειραιάς)
- Keratsini (Κερατσίνι)
- Korydallos (Κορυδαλλός)
- Methana
- Nikaia (Νίκαια)
- Perama (Πέραμα)
- Poros (Πόρος)
- Salamina (Σαλαμίνα)
- Spetses
- Troizinia

### Creta

#### Prefettura di Candia

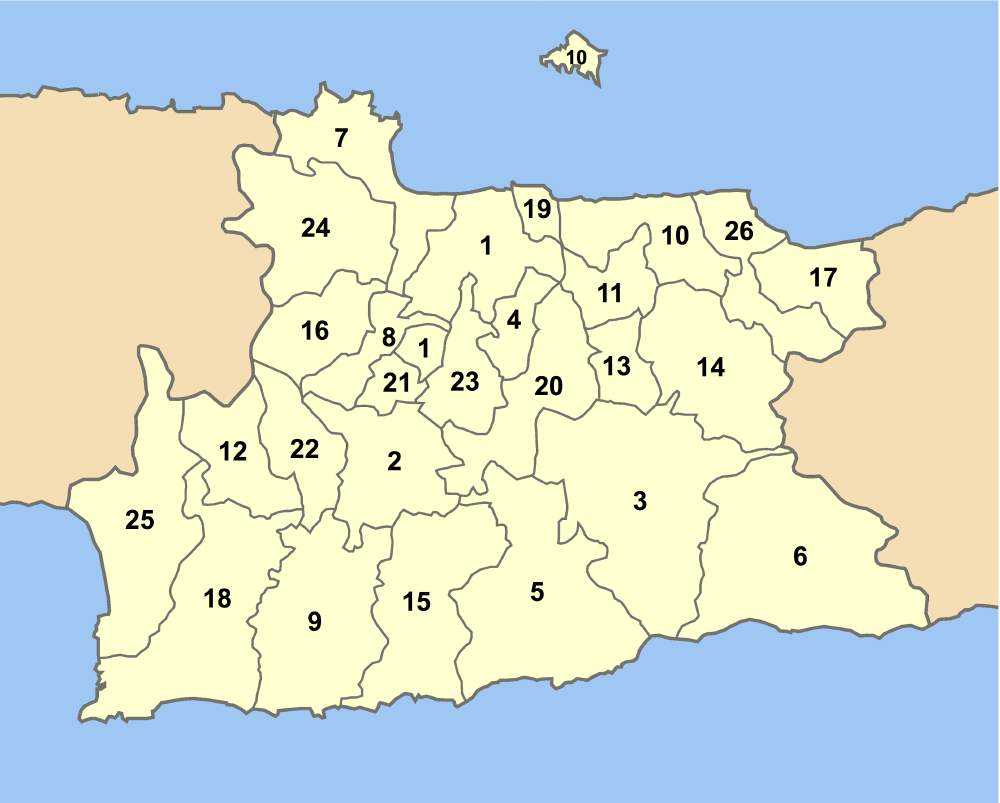
Comuni della prefettura di Candia

- Agia Varvara (Αγία Βαρβάρα)
- Archanes
- Arkalochori
- Asterousia
- Candia (Ηράκλειο)
- Chersonissos
- Episkopi
- Gazi
- Gorgolainis
- Gortina
- Gouves
- Kasteli
- Kofinas
- Krousonas
- Malia
- Mires
- Nea Alikarnassos
- Nikos Kazantzakis
- Paliani
- Rouvas
- Temenos
- Thrapsano
- Tylisos
- Timbaki
- Viannos
- Zaros

#### Prefettura della Canea

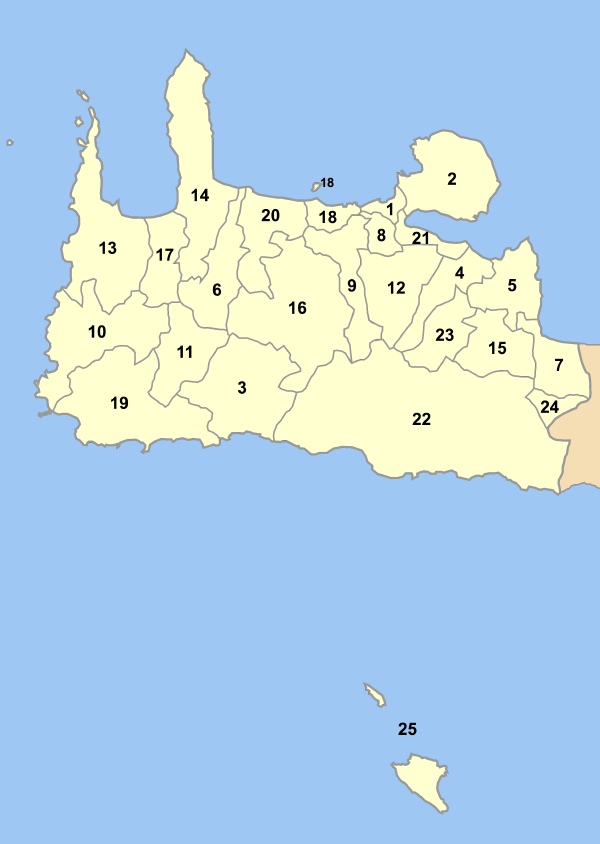
Comuni della prefettura della Canea

- Akrotiri (Ακροτήρι)
- Anatoliko Selino
- Armenoi
- Asi Gonia
- Eleftherios Venizelos
- Fres
- Georgioupoli
- Gozzo
- Innachori
- Kantanos
- Keramia
- Kissamos
- Kolymvari
- Kryonerida
- La Canea (Χανιά)
- Mousouri
- Mythimna
- Nea Kydonia
- Pelekanos (Πελεκάνος)
- Platanias (Πλατανιάς)
- Sfakia
- Suda
- Theriso
- Vamos
- Voukolies

#### Prefettura di Lasithi

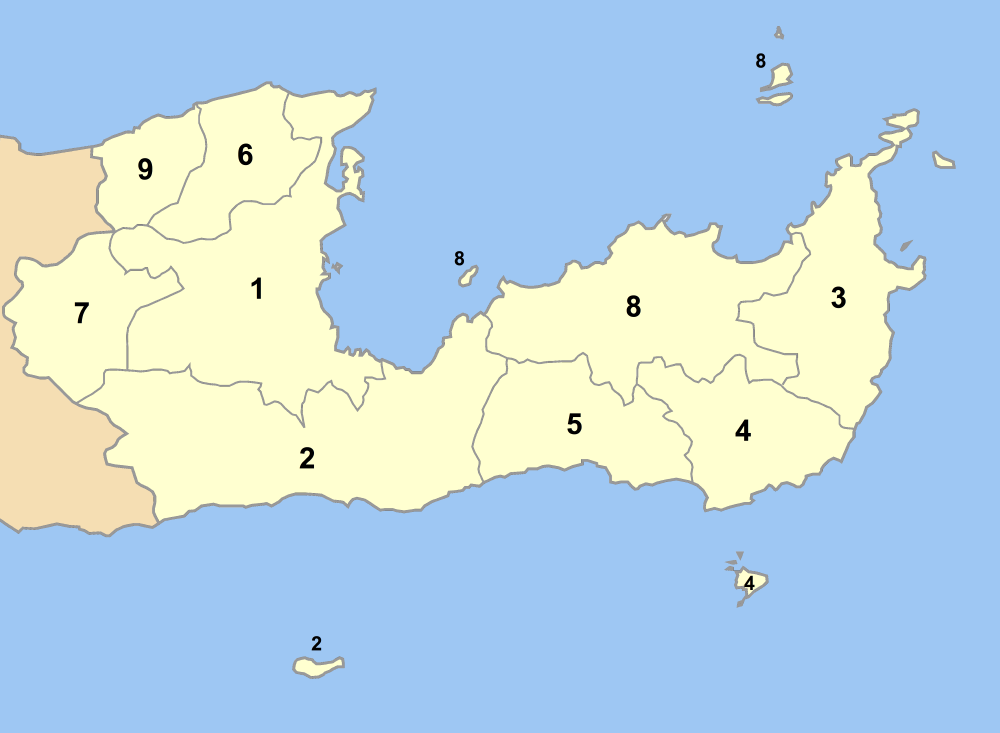
Comuni della prefettura di Lasithi

- Ierapetra (Ιεράπετρα)
- Itanos
- Lefki
- Makrys Gialos
- Neapoli
- Oropedio Lasithiou
- San Nicolò (Άγιος Νικόλαος)
- Sitia
- Vrachasi

#### Prefettura di Retimo

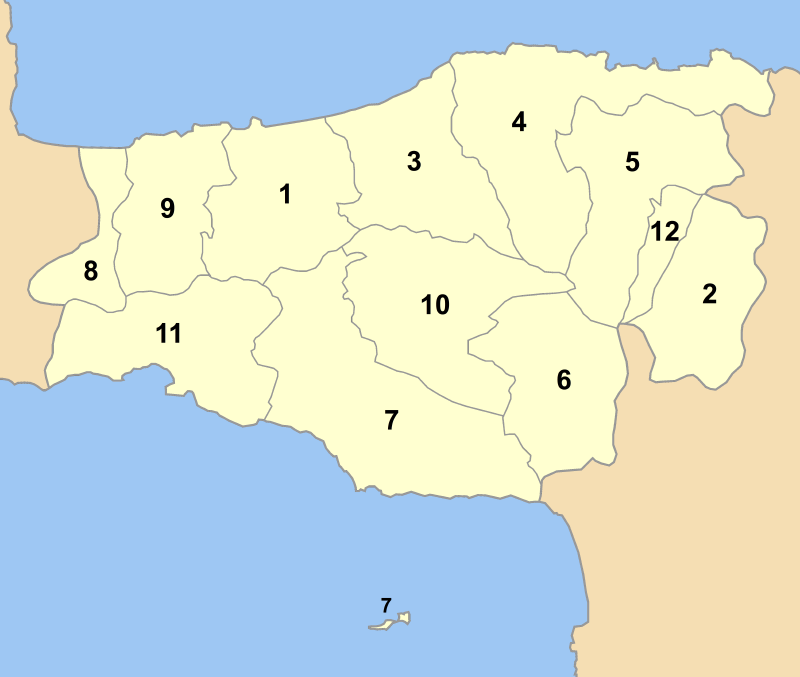
Comuni della prefettura di Retimo

- Anogeia
- Arkadi (Αρκάδι)
- Finikas
- Geropotamos
- Kouloukonas
- Kourites
- Lambi
- Lappa
- Nikiforou Foka
- Retimo (Ρέθυμνο)
- Syvritos
- Zoniana

### Egeo Meridionale

#### Prefettura delle Cicladi

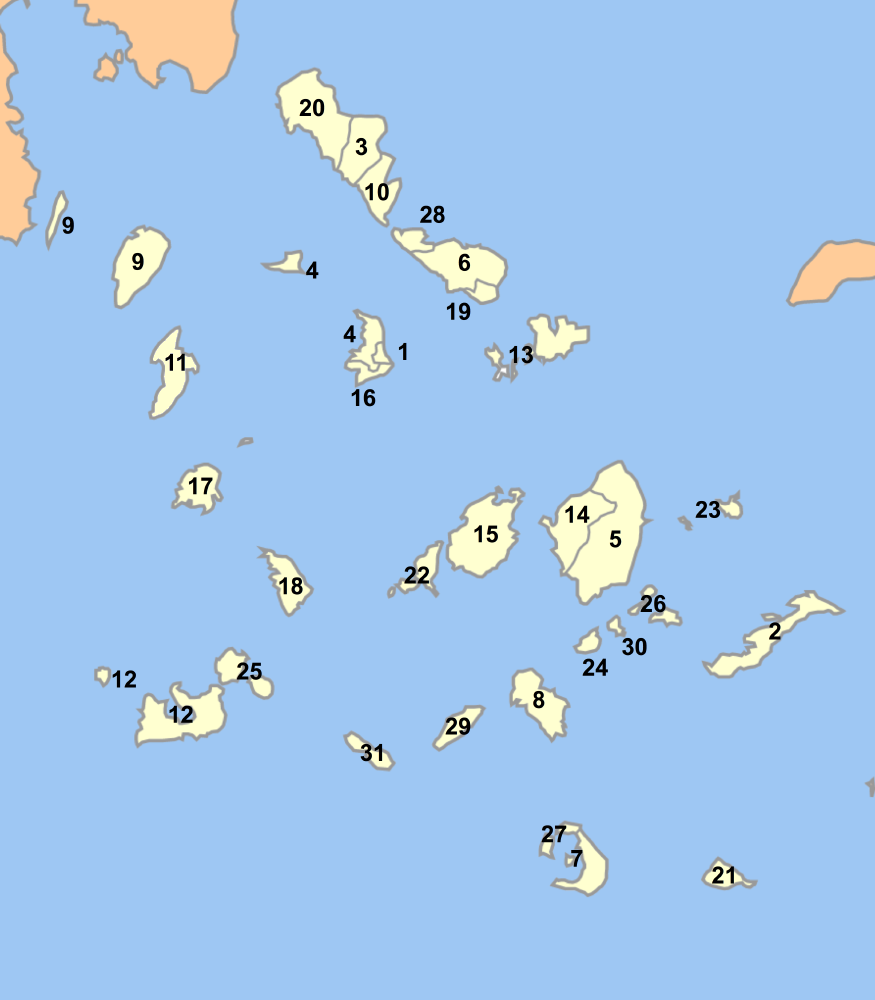
Comuni della prefettura delle Cicladi

- Amorgo (Αμοργός)
- Anafi
- Andro (Άνδρος)
- Ano Syros (Ἀνω Σύρος)
- Antiparo (Αντίπαρος)
- Ceo
- Citno
- Donoussa
- Drymalia
- Ermopoli (Ερμούπολη)
- Exomvourga
- Io
- Heraklia
- Kimolos
- Korthio
- Koufonisia
- Milo
- Mykonos (Μύκονος)
- Nasso
- Oia
- Panormos
- Paro (Πάρος)
- Policandro
- Poseidonia
- Santorini
- Schoinoussa
- Serifo
- Sifanto
- Sicandro
- Tino
- Ydrousa

#### Prefettura del Dodecaneso

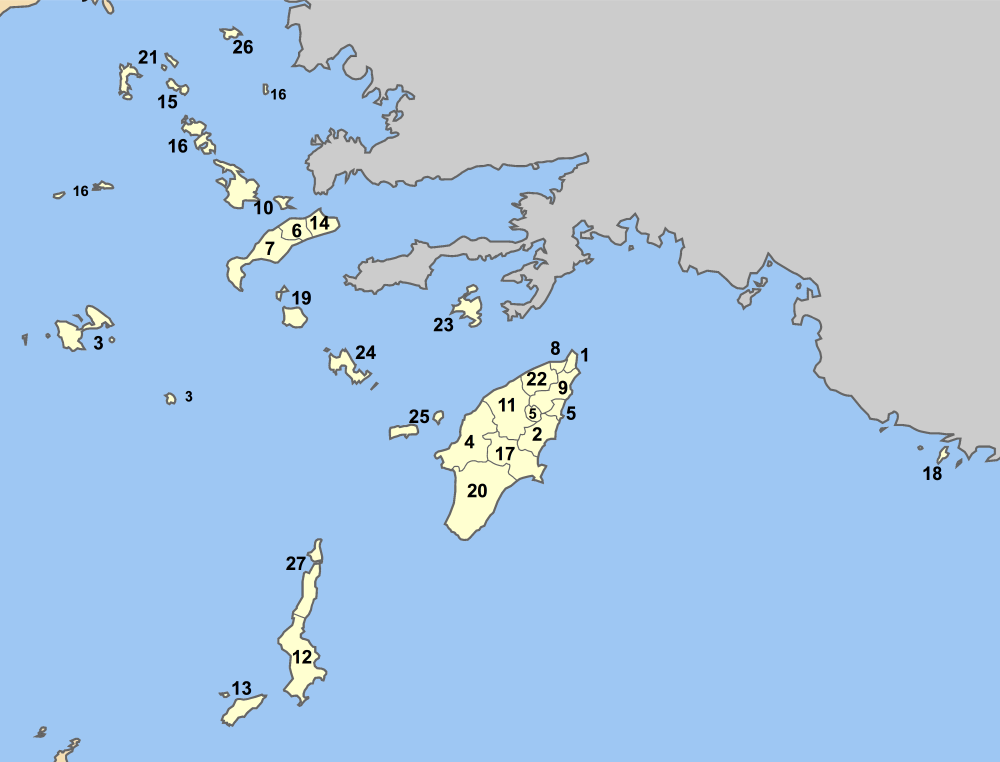
Comuni della prefettura del Dodecaneso

- Afando (Αφάντου)
- Arcangelo (Αρχάγγελος)
- Attairo
- Calchi
- Calimno (Κάλυμνος)
- Calitea
- Camiro
- Caso
- Castelrosso
- Coo (Κώς)
- Dicheo
- Gaidaro (Αγαθονήσι)
- Ialiso (Ιαλυσός)
- Iraklidi
- Lero
- Lindo
- Lisso
- Nisiro (Νίσυρος)
- Olimpo
- Patmo (Πάτμος)
- Petaloudes (Πεταλούδες)
- Pigadia
- Piscopi
- Rodi (Ρόδος)
- Rodi Sud
- Stampalia (Αστυπάλαια)
- Simi

### Egeo Settentrionale

#### Prefettura di Chio

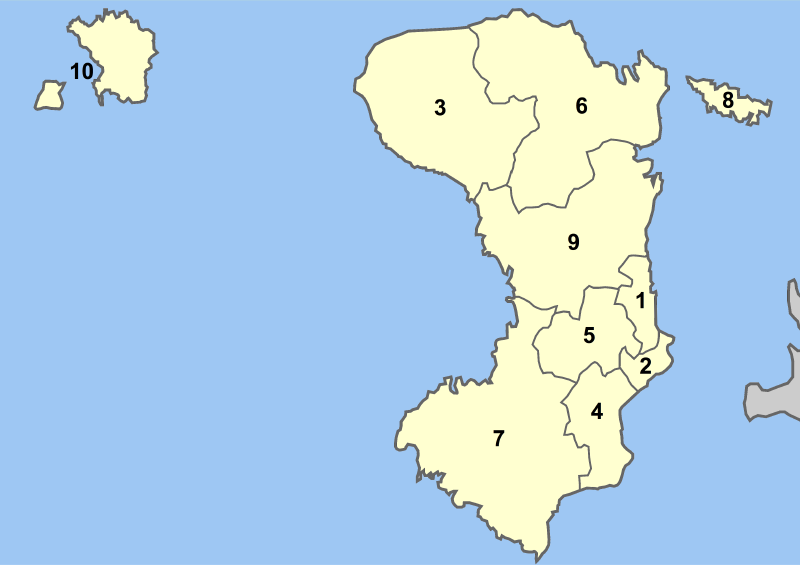
Comuni della prefettura di Chio

- Agios Minas (Άγιος Μηνάς)
- Amani
- Chio (Χίος)
- Ionia
- Kampochora
- Kardamyla
- Mastichochoria
- Oinousses
- Omiroupoli
- Psara

#### Prefettura di Lesbo

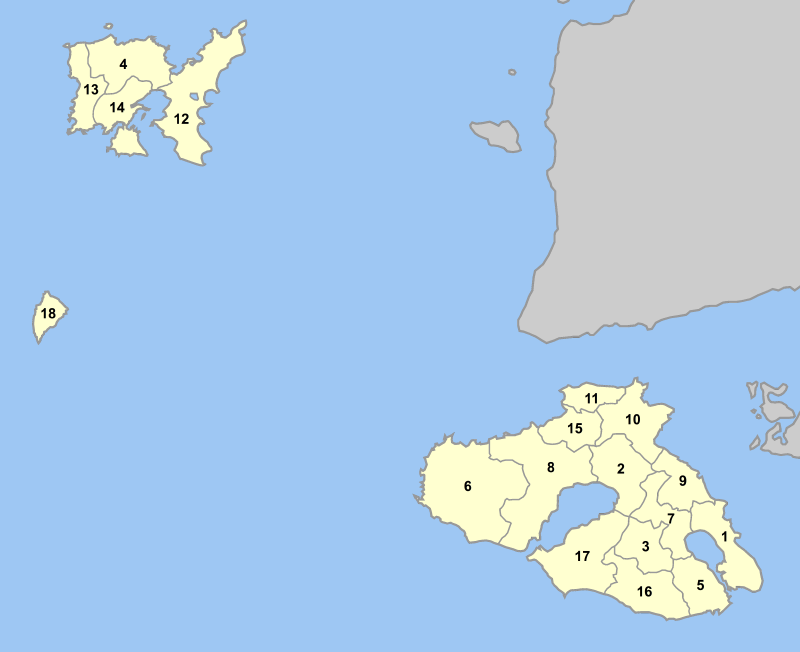
Comuni della prefettura di Lesbo

- Agia Paraskevi (Αγία Παρασκευή)
- Agiasos (Αγιάσος)
- Agiostrati (Άγιος Ευστράτιος)
- Atsiki
- Eresos-Antissa
- Evergetoulas
- Gera
- Kalloni
- Loutropoli Thermis
- Mantamados
- Metimna
- Moudros
- Mirina
- Mitilene (Μυτιλήνη)
- Nea Koutali
- Petra (Πέτρα)
- Plomari (Πλωμάρι)
- Polichnitos

#### Prefettura di Samo

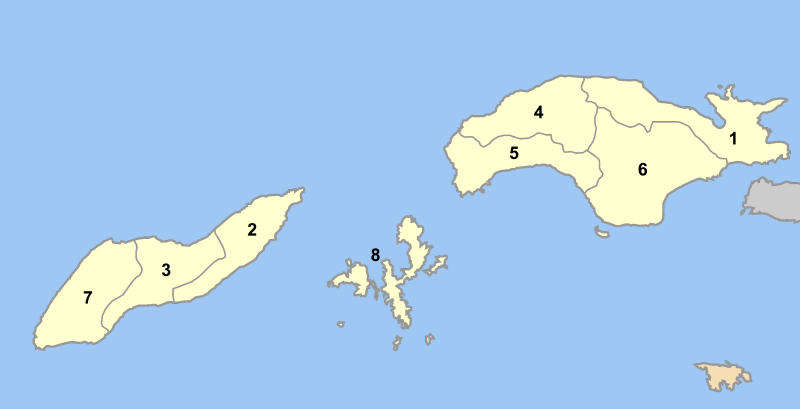
Comuni della prefettura di Samo

- Agios Kirykos (Άγιος Κήρυκος)
- Evdilos
- Furni
- Karlovasi
- Marathokampos
- Pythagoreio (Πυθαγόρειο)
- Raches
- Vathy (Βαθύ)

### Epiro

#### Prefettura di Arta

Comuni della prefettura di Arta

- Agnanta (Άγναντα)
- Amvrakikos (Αμβρακικός)
- Arachthos
- Arta (Άρτα)
- Athamania
- Filothei
- Georgios Karaïskakis
- Irakleia
- Kommeno
- Kompoti
- Melissourgoi
- Peta (Πέτα)
- Tetrafylia
- Theodoriana
- Vlacherna
- Xirovouni

#### Prefettura di Giannina

Comuni della prefettura di Giannina

- Aetomilitsa (Αετομηλίτσα)
- Agios Dīmītrios (Άγιος Δημήτριος)
- Anatoli (Ανατολή)
- Ano Kalamas
- Ano Pogoni
- Bizani
- Delvinaki
- Distrato
- Dodoni (Δωδώνη)
- Egnatia
- Ekali
- Evrymenoi
- Fourka
- Giannina (Ιωάννινα)
- Isola di Giannina
- Kalarites
- Kalpaki
- Katsanochoria
- Konitsa (Κόνιτσα)
- Lakka Souliou
- Lavdani
- Mastorochoria
- Matsouki
- Metsovo (Μέτσοβο)
- Milea
- Molossoi (Μολοσσοί)
- Pamvotida
- Papigo
- Pasaronas
- Perama (Πέραμα)
- Pogoniani
- Pramanta
- Selles
- Sirako (Σιράκο)
- Tymfi
- Tzoumerka
- Vathypedo (Βαθύπεδο)
- Vovousa
- Zagori
- Zagori Est
- Zitsa

#### Prefettura di Prevesa

Comuni della prefettura di Prevesa

- Anogeio
- Fanari
- Filippiada
- Kranea
- Louros
- Parga (Πάργα)
- Prevesa (Πρέβεζα)
- Thesprotiko
- Zalongo

#### Prefettura di Tesprozia

Comuni della prefettura di Tesprozia

- Acherontas (Αχέροντας)
- Filiates
- Igoumenitsa (Ηγουμενίτσα)
- Margariti
- Paramythia (Παραμυθιά)
- Parapotamos (Παραπόταμος)
- Perdika
- Sagiada (Σαγιάδα)
- Suli
- Syvota

### Grecia Centrale

#### Prefettura della Beozia

Comuni della prefettura della Beozia

- Akraifnia
- Aliartos
- Antikyra
- Arachova (Αράχωβα)
- Cheronea
- Davleia
- Dervenochori
- Distomo
- Koroneia
- Kyriaki
- Livadeia (Λιβαδειά)
- Oinofyta
- Orcomeno
- Plataies (Πλαταιές)
- Schimatari
- Tanagra
- Tebe (Θήβα)
- Thespies
- Thisvi
- Vagia

#### Prefettura dell'Eubea

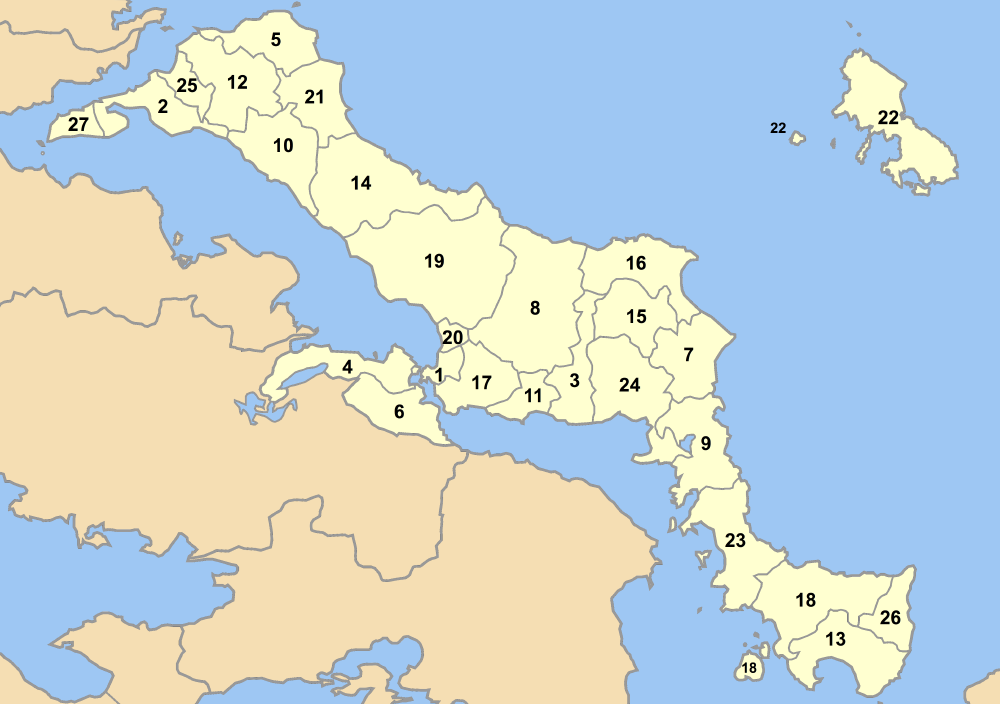
Comuni della prefettura dell'Eubea

- Aidipsos (Αιδιψός)
- Amarynthos (Αμάρυνθος)
- Anthidona
- Artemisio (Αρτεμίσιο)
- Avlida (Αυλίδα)
- Avlon
- Calcide (Χαλκίδα)
- Dirfi
- Dystos
- Elymnioi
- Eretria
- Istiaia
- Kafireas
- Karystos
- Kireas
- Konistres
- Kymi
- Lichada
- Lilantia
- Marmari
- Messapia
- Nea Artaki
- Nileas
- Oreoi
- Sciro
- Styra
- Taminaioi

#### Prefettura dell'Euritania

Comuni della prefettura dell'Euritania

- Agrafa (Άγραφα)
- Aperantia
- Aspropotamos (Ασπροπόταμος)
- Domnista
- Fourna
- Fragkista
- Karpenisi (Καρπενήσι)
- Ktimenia
- Potamia (Ποταμιά)
- Proussos
- Viniani

#### Prefettura della Focide

Comuni della prefettura della Focide

- Amfissa (Άμφισσα)
- Delfi (Δελφοί)
- Desfina
- Efpalio
- Galaxidi
- Gravia
- Itea
- Kallieis
- Lidoriki
- Parnassos
- Tolofona
- Vardousia

#### Prefettura della Ftiotide

Comuni della prefettura della Ftiotide

- Agios Georgios Tymfristou (Άγιος Γεώργιος Τυμφρηστού)
- Agios Konstantinos (Ἀγιος Κωνσταντίνος)
- Amfikleia (Αμφίκλεια)
- Atalanti (Αταλάντη)
- Dafnousia
- Domokos
- Echinaio
- Elateia
- Gorgopotamos
- Kamena Vourla (Καμένα Βούρλα)
- Lamia (Λαμία)
- Leianokladi
- Makrakomi
- Malesina
- Molos
- Opountia
- Pavliani
- Pelasgia (Πελασγία)
- Spercheiada
- Stylida
- Thessaliotida
- Tithorea
- Tymfristos
- Xyniada
- Ypati

### Grecia Occidentale

#### Prefettura dell'Acaia

Comuni della prefettura dell'Acaia

- Aigeira (Αιγείρα)
- Aigio (Αίγιο)
- Akrata (Ακράτα)
- Aroania
- Diakopto
- Dymi
- Erineos
- Farres
- Kalavryta (Καλάβρυτα)
- Kalentzi
- Larissos
- Lefkasio
- Leontio
- Messatida
- Movri
- Olenia
- Paion
- Paralia (Παραλία)
- Patrasso (Πάτρα)
- Rio
- Sympoliteia
- Tritaia
- Vrachnaiika

#### Prefettura dell'Elide

Comuni della prefettura dell'Elide

- Alifeira
- Amaliada (Αμαλιάδα)
- Andravida
- Andritsaina
- Archea Olympia (Αρχαία Ολυμπία)
- Figaleia
- Foloi
- Gastouni
- Iardanos
- Kastro-Kyllini
- Lampeia
- Lasiona
- Lechaina
- Oleni
- Pineia
- Pyrgos (Πύργος)
- Skillounta
- Tragano
- Vartholomio (Βαρθολομιό)
- Volakas (Βώλακας)
- Vouprasia
- Zacharo

#### Prefettura dell'Etolia-Acarnania

Comuni dell prefettura dell'Etolia-Acarnania

- Agrinio (Αγρίνιο)
- Aitoliko (Αιτολικό)
- Alyzia
- Amfilochia (Αμφιλοχιά)
- Anaktorio (Ανακτόριο)
- Angelocastro (Αγγελόκαστρο)
- Antirrio (Αντίρριο)
- Apodotia
- Arakynthos (Αράκυνθος)
- Astakos (Αστακός)
- Chalkeia
- Fyteies
- Inachos
- Kekropia
- Lepanto (Ναύπακτος)
- Makryneia
- Medeon
- Menidi
- Missolungi (Μεσολόγγι)
- Neapoli
- Oiniades
- Panaitoliko
- Parakampylia (Παρακαμπυλιά)
- Paravola
- Platanos (Πλάτανος)
- Pyllini
- Stratos
- Thermo
- Thestieis

### Isole Ionie

#### Prefettura di Cefalonia

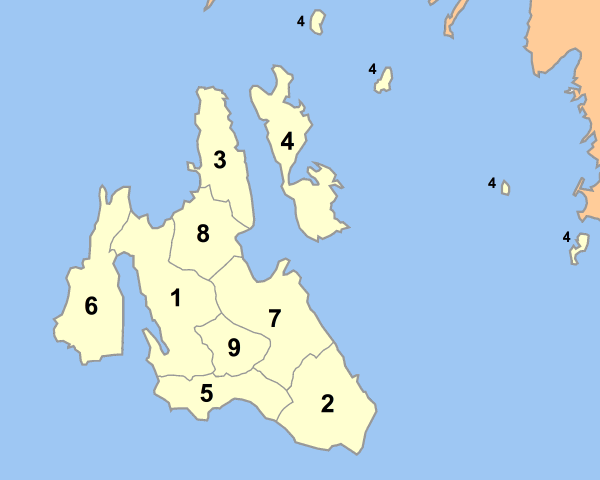
Comuni della prefettura di Cefalonia

- Argostoli (Αργοστόλι)
- Elios Pronni
- Erisos
- Itaca
- Leivatho
- Omala
- Paliki
- Pylaros
- Sami

#### Prefettura di Corfù

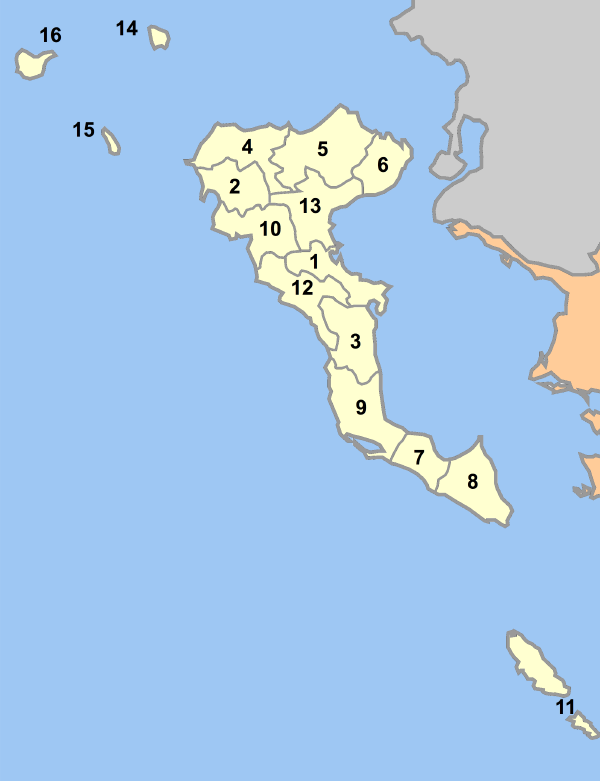
Comuni della prefettura di Corfù

- Achilleio (Αχίλλειο)
- Agios Georgios (Άγιος Γεώργιος)
- Corfù (Κέρκυρα)
- Esperion
- Faiakes
- Fanò
- Kassopaia
- Korissia
- Lefkimmi
- Mathraki
- Meliteieis
- Merlera
- Palaiokastritsa (Παλαιοκαστρίτσα)
- Parelioi
- Passo (Παξοί)
- Thinali

#### Prefettura di Leucade

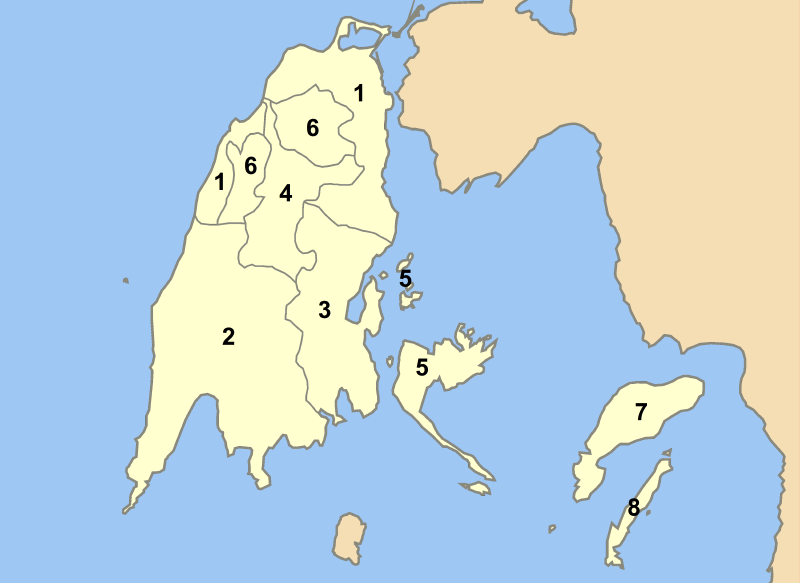
Comuni della prefettura di Leucade

- Apollonion
- Ellomenos
- Kalamos
- Karya
- Kastos
- Leucade (Λευκάδα)
- Meganisi
- Sfakiotes

#### Prefettura di Zante

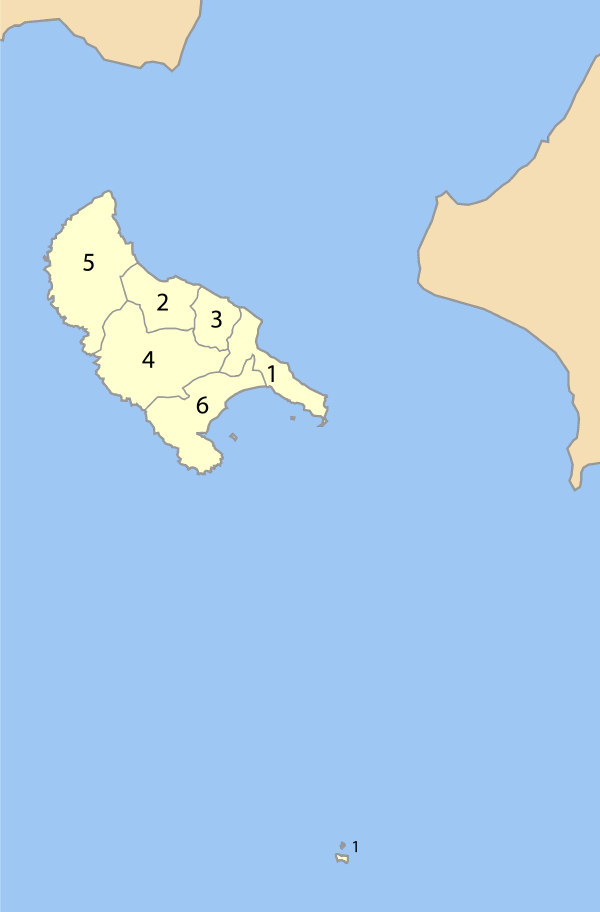
Comuni della prefettura di Zante

- Alykes (Αλυκές)
- Arcadia (Αρκάδια)
- Artemisia
- Elatia
- Laganas
- Zante (Ζάκυνθος)

### Macedonia Centrale

#### Prefettura della Calcidica
- Anthemounta
- Arnaia (Αρναία)
- Kallikrateia
- Kassandra (Κασσάνδρα)
- Moudania (Μουδανιά)
- Ormylia
- Pallini (Παλλήνη)
- Panagia
- Polygyros (Πολύγυρος)
- Sithonia (Σιθωνία)
- Stagira-Akanthos
- Toroni
- Triglia
- Zervochoria

#### Prefettura dell'Emazia
- Alexandreia (Αλεξάνδρεια)
- Anthemia
- Antigonides

Comuni della prefettura dell'Emazia

- Apostolos Pavlos (Απόστολος Παύλος)
- Dovras
- Eirinoupoli
- Makedonida
- Meliki
- Naoussa (Νάουσα)
- Platy (Πλατύ)
- Verghina (Βεργίνα)
- Veria (Βέροια)

#### Prefettura di Kilkis

Comuni della prefettura di Kilkis

- Axioupoli (Αξιούπολη)
- Cherso (Χερσώ)
- Doirani
- Evropos
- Gallikos
- Goumenissa
- Kilkis (Κιλκίς)
- Kroussa
- Livadia
- Mouries (Μουριές)
- Pikrolimni
- Polykastro (Πολύκαστρο)

#### Prefettura di Pella
- Aridaia (Αριδαία)
- Edessa (Έδεσσα)
- Exaplatanos
- Giannitsa (Γιαννιτσά)
- Krya Vrysi (Κρύα Βρύση)
- Kyrros

Comuni della prefettura di Pella

- Megas Alexandros (Μέγας Αλέξανδρος)
- Meniida
- Pella (Πέλλα)
- Skydra (Σκύδρα)
- Vegoritida (Βεγορίτιδα)

#### Prefettura di Pieria

Comuni della prefettura di Pieria

- Aiginio (Αιγίνιο)
- Dion
- Elafina
- Katerini (Κατερίνη)
- Kolindros
- Korinos
- Litochoro (Λιτόχωρο)
- Methone
- Olimpo Orientale
- Paralia
- Petra (Πέτρα)
- Pierion (Πιέριον)
- Pidna (Πύδνα)

#### Prefettura di Salonicco

Comuni della prefettura di Salonicco

- Agios Athanasios (Άγιος Αθανάσιος)
- Agios Georgios (Άγιος Γεώργιος)
- Agios Pavlos (Άγιος Παύλος)
- Ampelokipoi (Αμπελόκηποι)
- Arethousa (Αρεθούσα)
- Assiros (Άσσηρος)
- Axios (Αξιός)
- Chalastra (Χαλάστρα)
- Chalkīdona
- Chortiatis
- Echedoros
- Efkarpia
- Egnatia
- Eleftherio-Kordelio
- Epanomi
- Evosmos (Εύοσμος)
- Kalamaria (Καλαμαριά)
- Kallindoia
- Kallithea
- Koroneia
- Koufalia
- Lachanas (Λαχανάς)
- Langadas (Λαγκαδάς)
- Madytos
- Menemeni (Μενεμένη)
- Michaniona
- Mikra
- Migdonia (Μυγδονία)
- Nea Apollonia
- Neapoli
- Oraiokastro
- Panorama (Πανόραμα)
- Pefka
- Polichni (Πολίχνη)
- Pylaia (Πυλαία)
- Rentina
- Sochos (Σοχός)
- Stavroupoli (Σταυρούπολη)
- Sykies (Συκιές)
- Thermaikos
- Thermi
- Salonicco (Θεσσαλονίκη)
- Triandria (Τριανδρία)
- Vasilika
- Vertiskos

#### Prefettura di Serres

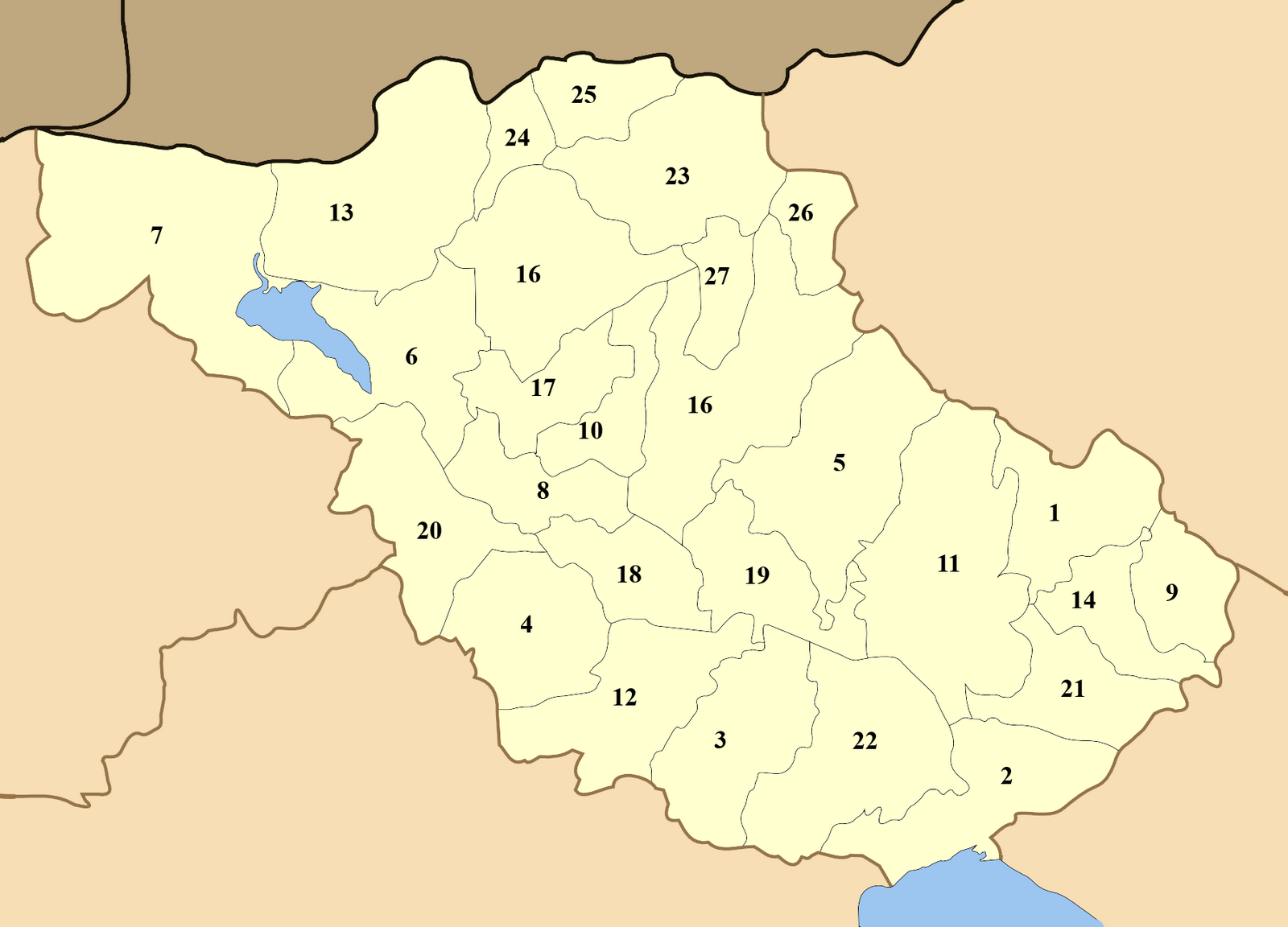
Comuni della prefettura di Serres

- Achinos (Αχινός)
- Achladochori (Αχλαδοχώρι)
- Agkistro (Άγκιστρο)
- Alistrati (Αλιστράτη)
- Anfipoli (Αμφίπολη)
- Ano Vrontou (Άνω Βροντού)
- Emmanouil Pappas
- Irakleia
- Kato Mitrousi (Καπετάν Μητρούσι)
- Kerkini (Κερκίνη)
- Kormista
- Lefkonas
- Nea Zichni (Νέα Ζίχνη)
- Nigrita (Νιγρίτα)
- Oreini
- Petritsi (Πετρίτσι)
- Promachonas (Προμαχώνας)
- Proti (Πρώτη)
- Rodolivos
- Serres (Σέρρες)
- Sidirokastro (Σιδηρόκαστρο)
- Skotousa (Σκοτούσσα)
- Skoutari (Σκούταρι)
- Strymonas (Στρυμώνας)
- Strymoniko (Στρυμονικό)
- Tragilos
- Visaltia (Βισαλτία)

### Macedonia Occidentale

#### Prefettura di Florina

Comuni della prefettura di Florina

- Aetos (Αετός)
- Amyntaio (Αμύνταιο)
- Filotas
- Florina (Φλώρινα)
- Kato Kleines
- Krystallopigi
- Lechovo (Λέχοβο)
- Meliti
- Nymfaio (Νύμφαιο)
- Perasma (Πέρασμα)
- Prespes (Πρέσπες)
- Variko (Βαρικό)

#### Prefettura di Grevena

Comuni della prefettura di Grevena

- Avdella
- Chasia
- Deskati
- Dotsiko
- Filippaioi
- Gorgiani
- Grevena (Γρεβενά)
- Irakleotes
- Kosmas
- Mesolouri (Μεσολούρι)
- Perivoli (Περιβόλι)
- Samarina
- Smixi
- Theodoros Ziakas
- Ventzio (Βέντζιο)

#### Prefettura di Kastoria

Comuni della prefettura di Kastoria

- Agia Triada (Αγία Τριάδα)
- Agioi Anargyroi (Άγιοι Ανάργυροι)
- Akrites (Ακρίτες)
- Arrenes (Αρρένες)
- Gramos
- Ion Dragoumis
- Kastoria (Καστοριά)
- Kastraki
- Kleisoura (Κλεισούρα)
- Korestia
- Makednoi
- Mesopotamia
- Nestorio
- Orestida
- Vitsi

#### Prefettura di Kozani

Comuni della prefettura di Kozani

- Agia Paraskevi (Αγία Παρασκευή)
- Aiani (Αιανή)
- Askio
- Dimitrios Ypsilantis
- Elimeia
- Ellispontos
- Kamvounia
- Kozani (Κοζάνη)
- Livadero
- Mouriki
- Neapoli
- Pentalofos (Πεντάλοφος)
- Ptolemaida (Πτολεμαΐδα)
- Servia (Σέρβια)
- Siatista (Σιατιστά)
- Tsotyli
- Velventos (Βελβεντός)
- Vermio (Βέρμιο)
- Vlasti

### Macedonia Orientale e Tracia

#### Prefettura di Drama

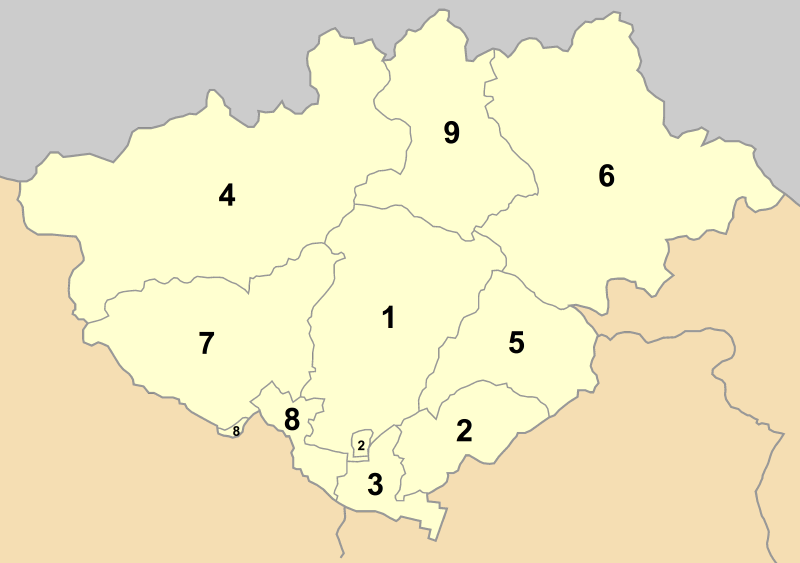
Comuni della prefettura di Drama

- Doxato (Δοξάτο)
- Drama (Δράμα)
- Kalampaki
- Kato Nevrokopi (Κάτω Νευροκόπι)
- Nikiforos
- Paranesti (Παρανέστι)
- Prosotsani
- Sidironero (Σιδηρόνερο)
- Sitagroi

#### Prefettura di Evros

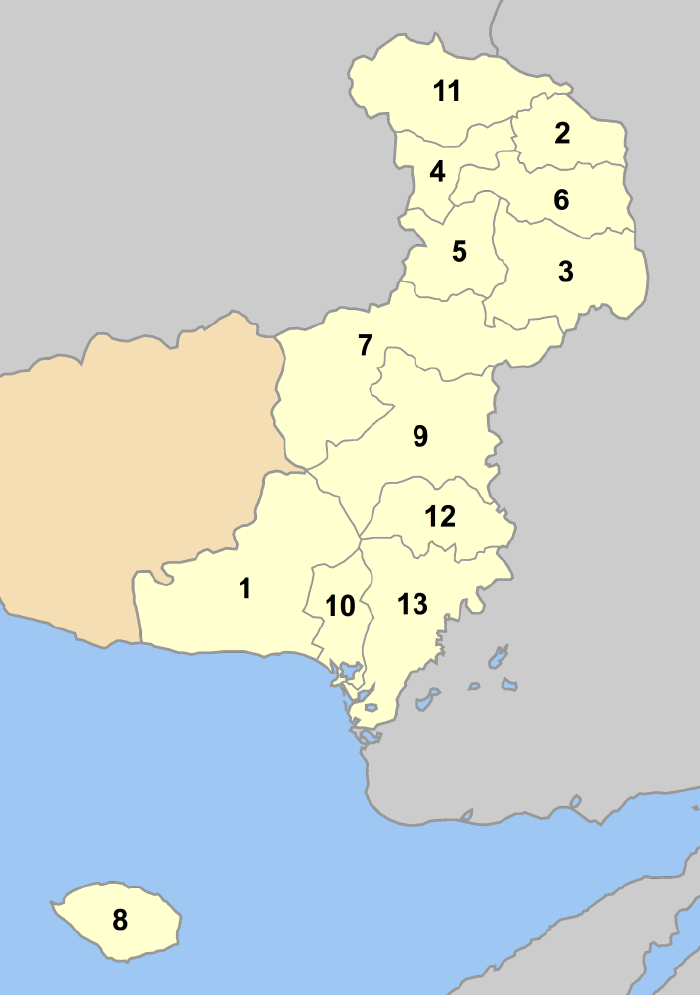
Comuni della prefettura di Evros

- Alessandropoli (Αλεξανδρούπολη)
- Didymoteicho (Διδυμότειχο)
- Feres
- Kyprinos (Κυπρίνος)
- Metaxades (Μεταξάδες)
- Orestiada (Ορεστιάδα)
- Orfeas
- Samotracia (Σαμοθράκη)
- Soufli (Σουφλί)
- Traianopoli
- Trigono
- Tychero
- Vyssa

#### Prefettura di Kavala

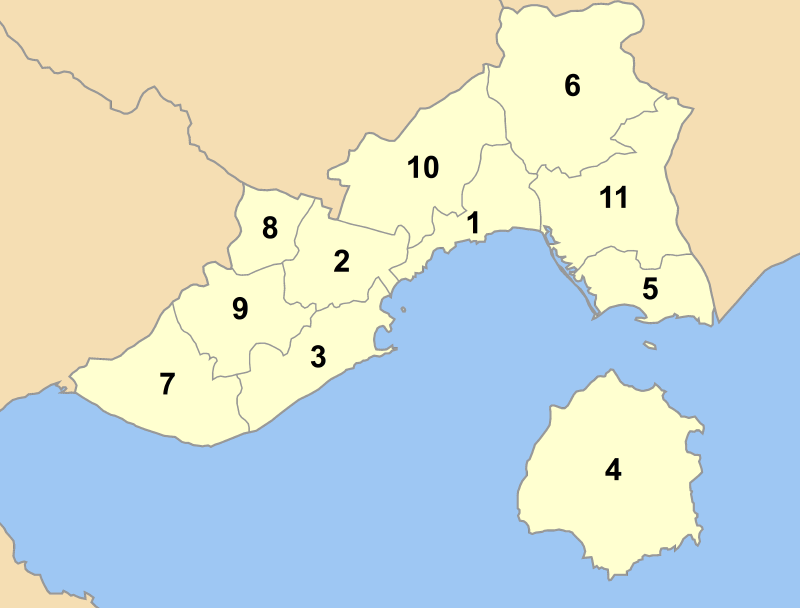
Comuni della prefettura di Kavala

- Chrysoupoli (Χρυσούπολη)
- Eleftheres
- Eleftheroupoli
- Filippoi
- Kavala (Καβάλα)
- Keramoti
- Oreino
- Orfani
- Pangaio (Παγγαίο)
- Piereis
- Taso

#### Prefettura di Rodopi

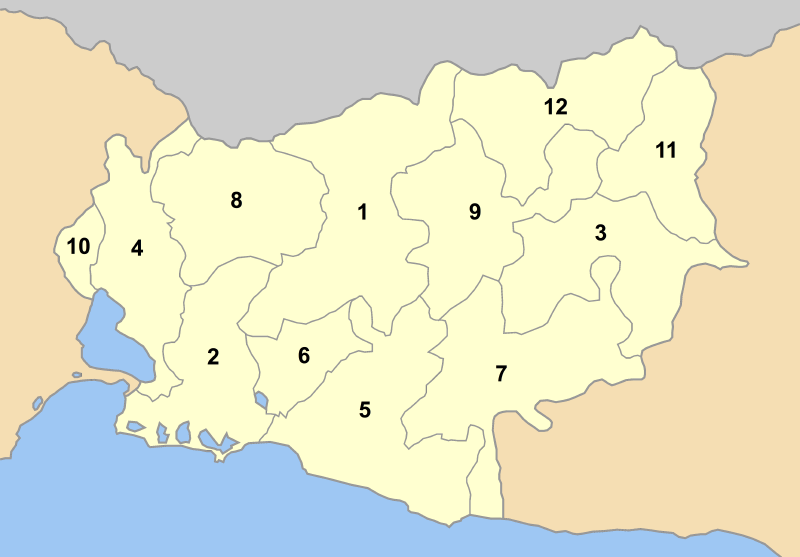
Comuni della prefettura di Rodopi

- Aigiros (Αίγειρος)
- Amaxades (Αμαξάδες)
- Arriana
- Fillyra
- Iasmos
- Kechro
- Komotini (Κομοτηνή)
- Maronia
- Neo Sidirochorio
- Organi
- Sapes (Σάπες)
- Sostis

#### Prefettura di Xanthi

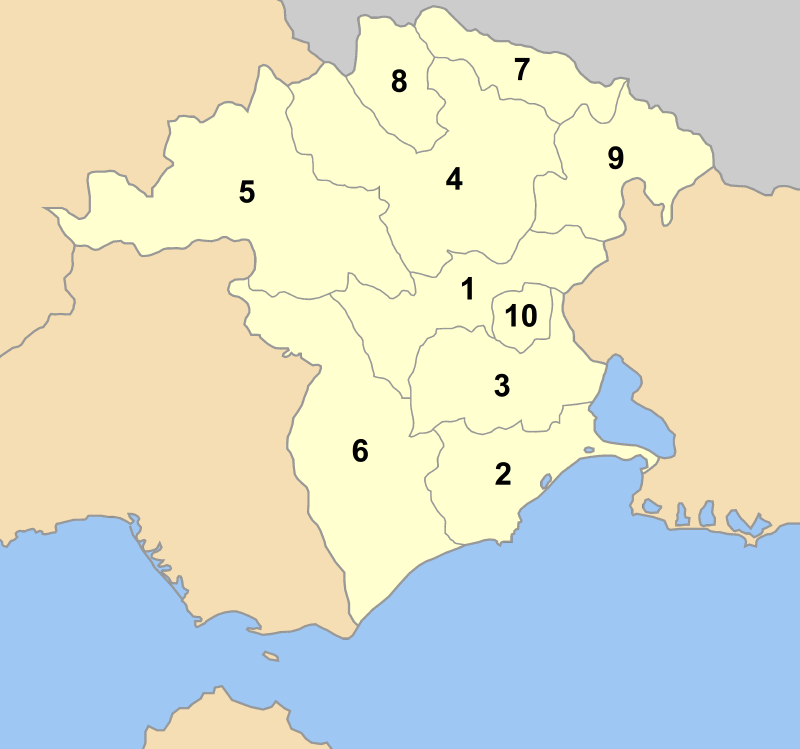
Comuni della prefettura di Xanthi

- Abdera (Άβδηρα)
- Kotyli
- Myki
- Satres
- Selero (Σέλερο)
- Stavroupoli (Σταυρούπολη)
- Thermes
- Topeiros
- Vistonida (Βιστωνίδα)
- Xanthi (Ξάνθη)

### Peloponneso

#### Prefettura dell'Arcadia

Comuni della prefettura dell'Arcadia

- Dimitsana
- Falaisia
- Falanthos
- Gortyna
- Iraia
- Kleitor
- Kontovazaina
- Korythio
- Kosmas
- Lagkadia
- Leonidio
- Levidi
- Mantinea
- Megalopoli (Μεγαλόπολη)
- Skyritida
- Tegea
- Trikolonoi
- Tripoli (Τρίπολη)
- Tropaia
- Tyros
- Valtetsi
- Voreia Kynouria
- Vytina

#### Prefettura dell'Argolide

Comuni della prefettura dell'Argolide

- Achladokampos (Αχλαδόκαμπος)
- Alea (Αλέα)
- Argos (Άργος)
- Asini
- Asklipieio
- Epidauro (Επίδαυρος)
- Ermioni
- Koutsopodi
- Kranidi
- Lerna
- Lyrkeia
- Midea
- Micene (Μυκήνες)
- Nauplia (Ναύπλιο)
- Nea Kios
- Nea Tiryntha

#### Prefettura di Corinzia
- Agioi Theodoroi (Άγιοι Θεόδωροι)
- Assos-Lecheo
- Corinto (Κόρινθος)
- Evrostini
- Feneos

Comuni della prefettura di Corinzia

- Loutraki-Perachora (Λουτράκι-Περαχώρα)
- Nemea
- Saronikos
- Solygeia
- Stymfalia
- Sykiona
- Tenea
- Velo
- Vocha
- Xylokastro (Ξυλόκαστρο)

#### Prefettura della Laconia

Comuni della prefettura della Laconia

- Anatoliki Mani
- Asopos
- Cervi
- Elos
- Faris
- Geronthres
- Giteo
- Karyes
- Krokees
- Malvasia (Μονεμβασία)
- Molaoi
- Mistra
- Niata
- Oinountas
- Oitylo
- Pellana
- Skala
- Smynos
- Sparta (Σπάρτη)
- Therapnes
- Voies
- Zarakas

#### Prefettura di Messenia

Comuni della prefettura di Messenia

- Aetos (Αετός)
- Aipeia
- Andania
- Androusa
- Arfara
- Aris (Άρης)
- Aristomenis (Αριστομένης)
- Avia
- Avlona (Αυλώνα)
- Calamata (Καλαμάτα)
- Chiliochoria
- Corone
- Dorio
- Eira
- Filiatra
- Gargalianoi
- Ichalia
- Ithomi
- Kyparissia
- Lefktro
- Meligalas
- Messene (Μεσσήνη)
- Modone
- Navarino
- Nestoras
- Papaflessas (Παπαφλέσσας)
- Petalidi
- Thouria
- Trikorfo
- Tripyla
- Voufrades

### Tessaglia

#### Prefettura di Karditsa

Comuni della prefettura di Karditsa

- Acheloos (Αχελώος)
- Argithea
- Arni (Άρνη)
- Athamanes (Αθαμάνες)
- Fyllo
- Itamos
- Ithomi
- Kallifono
- Kampos
- Karditsa (Καρδίτσα)
- Menelaida
- Mitropoli
- Mouzaki
- Nevropoli Agrafon
- Palamas (Παλαμάς)
- Pamisos
- Plastiras (Πλαστήρας)
- Rentina
- Sellana
- Sofades
- Tamasio

#### Prefettura di Larissa
- Agia (Αγιά)
- Ampelakia (Αμπελάκια)
- Ampelonas (Αμπελόνας)
- Antichasia
- Armenio (Αρμένιο)
- Crannone
- Elassona
- Enippeas
- Evrymenes
- Farsala (Φάρσαλα)
- Giannouli
- Gonnoi (Γόννοι)
- Karya
- Kato Olympos (Κάτω Όλυμπος)
- Kileler (Κιλελέρ)
- Koilada
- Lakereia
- Larissa (Λάρισα)
- Livadi
- Makrychori
- Melivoia
- Narthaki
- Nessonas
- Nikaia
- Olympos
- Platykampos (Πλατύκαμπος)
- Polydamantas
- Potamia (Ποταμιά)
- Sarantaporo
- Tsaritsani
- Tyrnavos (Τύρναβος)
- Verdikousa

#### Prefettura di Magnesia

Comuni della prefettura di Magnesia

- Afetes (Αφέτες)
- Agria (Αγριά)
- Aisonia (Αισωνία)
- Almyros (Αλμυρός)
- Alonneso
- Anavra
- Argalasti
- Artemida (Αρτεμίδα)
- Feres
- Iolco
- Karla
- Keramidi
- Makrinitsa
- Milea
- Mouresi
- Nea Anchialos
- Nea Ionia
- Portaria
- Pteleos
- Sipiada
- Sciato
- Scopelo (Σκόπελος)
- Sourpi
- Trikeri
- Volo (Βόλος)
- Zagora

#### Prefettura di Trikala

Comuni della prefettura di Trikala

- Aithikes (Αίθηκες)
- Aspropotamos (Ασπροπόταμος)
- Chasia
- Estiaiotida
- Faloreia
- Farkadona
- Gomfoi
- Kalambaka (Καλαμπάκα)
- Kallidendro
- Kastania
- Kleinos
- Koziakas
- Malakasi
- Megala Kalyvia
- Myrofyllo
- Neraida
- Oichalia
- Paliokastro (Παλιόκαστρο)
- Paralithaioi
- Pelinnaioi
- Pialeia
- Pyli
- Pynda
- Trikala (Τρίκαλα)
- Tymfaia
- Vasiliki